# Amici di Maria De Filippi (ventesima edizione, fase serale)
La ventesima edizione del talent show musicale Amici di Maria De Filippi è andata in onda nella sua fase serale dal 20 marzo al 15 maggio 2021 ogni sabato in prima serata su Canale 5 per nove puntate con la conduzione di Maria De Filippi. Stéphane Jarny ha ricoperto il ruolo di direttore artistico del serale per la prima volta all'interno del talent.
La principale novità di questa edizione è la presenza di tre squadre capitanate a coppie dai professori (un docente di canto e un docente di ballo per ogni squadra). Il programma va in onda con il pubblico in studio, in numero ridotto, in seguito alle disposizioni governative riguardanti la pandemia di COVID-19; i ballerini preparano solo coreografie singole, in coppia o in gruppo ma solo con uno o più compagni di squadra, senza quindi l'aiuto dei ballerini professionisti.
| Vincitori                | Vincitori      |
| Amici 20                 | Giulia Stabile |
| ------------------------ | -------------- |
| Canto                    | Sangiovanni    |
| Premio TIM della Critica | Sangiovanni    |
| Premio delle Radio       | Sangiovanni    |
| Premio SIAE              | Sangiovanni    |
| Premio TIM               | Giulia Stabile |
| Premio Prova TIM Canto   | Tancredi Cantù |
| Premio Prova TIM Danza   | Rosa Di Grazia |
| Premio Marlù             | [ N 1 ]        |

## Regolamento
La puntata è suddivisa in tre partite, al meglio dei 3 punti. Al termine della prima partita i professori, i ragazzi, o entrambe le parti costituenti la squadra vincente faranno tre nomi tra i concorrenti della squadra perdente che andranno a sfidarsi in un ballottaggio con eliminazione diretta fino alla terza puntata, provvisoria dalla quarta puntata. Al termine della seconda partita i tre concorrenti, nominati, a rischio eliminazione, si sfideranno tra loro per decretare l'eliminato provvisorio. La stessa cosa avverrà anche per la terza partita. Al termine della puntata gli eliminati provvisori (due fino alla terza puntata, tre dalla quarta puntata) si sfideranno in un ultimo ballottaggio per decretare l'eliminazione definitiva di un concorrente. A giudicare le sfide e i ballottaggi sarà esclusivamente la giuria. Per quanto riguarda la finale (in diretta): al 50% il pubblico, tramite televoto e al 50% le giurie presenti in studio (professori + giudici); la finalissima a due sarà esclusivamente giudicata dal pubblico, tramite televoto.
L'edizione è stata vinta dalla professoressa Veronica Peparini, ed inoltre, la sua allieva Giulia Stabile è stata la primissima ballerina donna a vincere in 20 anni di Amici.

## Concorrenti
Sono stati ammessi al serale 17 concorrenti, così divisi:
     Vincitore
     Primo classificato della categoria perdente
     Finalista
     Eliminato/a
| Squadra Zerbi-Celentano             | Squadra Zerbi-Celentano             | Squadra Zerbi-Celentano             |            | Squadra Arisa-Cuccarini     | Squadra Arisa-Cuccarini     | Squadra Arisa-Cuccarini     |                         | Squadra Peparini-Pettinelli           | Squadra Peparini-Pettinelli           | Squadra Peparini-Pettinelli           |
| Professori                          | Professori                          | Professori                          | Professori | Professori                  | Professori                  | Professori                  | Professori              | Professori                            | Professori                            | Professori                            |
| ----------------------------------- | ----------------------------------- | ----------------------------------- | ---------- | --------------------------- | --------------------------- | --------------------------- | ----------------------- | ------------------------------------- | ------------------------------------- | ------------------------------------- |
| - Rudy Zerbi - Alessandra Celentano | - Rudy Zerbi - Alessandra Celentano | - Rudy Zerbi - Alessandra Celentano |            | - Arisa - Lorella Cuccarini | - Arisa - Lorella Cuccarini | - Arisa - Lorella Cuccarini |                         | - Anna Pettinelli - Veronica Peparini | - Anna Pettinelli - Veronica Peparini | - Anna Pettinelli - Veronica Peparini |
| Concorrenti                         |                                     |                                     |            |                             |                             |                             |                         |                                       |                                       |                                       |
| Posizione                           | Nome                                | Disciplina                          |            | Posizione                   | Nome                        | Disciplina                  |                         | Posizione                             | Nome                                  | Disciplina                            |
| 2                                   | Sangiovanni (Giovanni Damian)       | cantautorato                        | 3          | Alessandro Cavallo          | ballo                       | 1                           | Giulia Stabile          | hip-hop                               |                                       |                                       |
| 5                                   | Deddy (Dennis Rizzi)                | cantautorato                        | 7          | Tancredi Cantù              | cantautorato                | 4                           | Aka7even (Luca Marzano) | cantautorato                          |                                       |                                       |
| 6                                   | Serena Marchese                     | classico                            | 9          | Raffaele Renda              | cantautorato                | 8                           | Samuele Barbetta        | hip-hop                               |                                       |                                       |
| 11                                  | Enula Bareggi                       | cantautorato                        | 10         | Martina Miliddi             | latino                      |                             |                         |                                       |                                       |                                       |
| 13                                  | Tommaso Stanzani                    | ballo                               | 12         | Rosa Di Grazia              | ballo                       |                             |                         |                                       |                                       |                                       |
| 14                                  | Leonardo Lamacchia                  | cantautorato                        | 15         | Ibla (Claudia Iacono)       | cantautorato                |                             |                         |                                       |                                       |                                       |
| 16                                  | Esa Abrate                          | cantautorato                        | 17         | Gaia Di Fusco               | canto                       |                             |                         |                                       |                                       |                                       |

## Tabellone delle eliminazioni
Legenda:
  ZC   Vittoria squadra Zerbi-Celentano

  AC   Vittoria squadra Arisa-Cuccarini

  PP   Vittoria squadra Pettinelli-Peparini

Candidato all'eliminazione:

 dai professori della squadra avversaria

 forzatamente

     Primo/a salvato/a dalla giuria
     Salvato/a dal rischio eliminazione
     Non salvato/a. Va in ballottaggio
     Eliminato/a
     Vince la manche ed è salvo
     Non scelto per la sfida a squadre quindi non partecipa alla manche
     Non partecipa alla manche perché in ballottaggio
     Vince il ballottaggio ed è salvo/a
N.D. Non sottoposto a ballottaggio o non partecipa alla sfida
     Finalista / Accede alla finale

     Candidato ad accedere alla finale

     Non accede ancora alla finale

     Primo classificato della categoria perdente

     Vincitore

|            |            |             | 20/03      | 20/03      | 20/03                  | 20/03                  | 20/03                  | 20/03                  | 20/03                  | 27/03                  | 27/03                  | 27/03                  | 27/03                  | 27/03                  | 27/03                  | 27/03                  | 03/04                  | 03/04                  | 03/04                  | 03/04                  | 03/04                  | 03/04                  | 03/04                  | 10/04                  | 10/04                  | 10/04                  | 10/04                  | 10/04                  | 10/04                  | 10/04                  | 17/04                  | 17/04                  | 17/04                  | 17/04                  | 17/04                  | 17/04                  | 17/04                  | 24/04                  | 24/04                  | 24/04                  | 24/04                  | 24/04                  | 24/04                  | 24/04                  | 01/05                  | 01/05                  | 01/05                  | 01/05                  | 01/05                  | 01/05                  | 01/05                  | 08/05                  | 08/05                  | 08/05                  | 08/05                  | 08/05                  | 08/05                  | 08/05                  | 08/05                  | 08/05                  | 15/05                  | 15/05                  | 15/05                  | 15/05                  | Disciplina   |
| ---------- | ---------- | ----------- | ---------- | ---------- | ---------------------- | ---------------------- | ---------------------- | ---------------------- | ---------------------- | ---------------------- | ---------------------- | ---------------------- | ---------------------- | ---------------------- | ---------------------- | ---------------------- | ---------------------- | ---------------------- | ---------------------- | ---------------------- | ---------------------- | ---------------------- | ---------------------- | ---------------------- | ---------------------- | ---------------------- | ---------------------- | ---------------------- | ---------------------- | ---------------------- | ---------------------- | ---------------------- | ---------------------- | ---------------------- | ---------------------- | ---------------------- | ---------------------- | ---------------------- | ---------------------- | ---------------------- | ---------------------- | ---------------------- | ---------------------- | ---------------------- | ---------------------- | ---------------------- | ---------------------- | ---------------------- | ---------------------- | ---------------------- | ---------------------- | ---------------------- | ---------------------- | ---------------------- | ---------------------- | ---------------------- | ---------------------- | ---------------------- | ---------------------- | ---------------------- | ---------------------- | ---------------------- | ---------------------- | ---------------------- | ------------ |
| 1ª PUNTATA | 1ª PUNTATA | 1ª PUNTATA  | 1ª PUNTATA | 1ª PUNTATA | 1ª PUNTATA             | 1ª PUNTATA             | 2ª PUNTATA             | 2ª PUNTATA             | 2ª PUNTATA             | 2ª PUNTATA             | 2ª PUNTATA             | 2ª PUNTATA             | 2ª PUNTATA             | 3ª PUNTATA             | 3ª PUNTATA             | 3ª PUNTATA             | 3ª PUNTATA             | 3ª PUNTATA             | 3ª PUNTATA             | 3ª PUNTATA             | 4ª PUNTATA             | 4ª PUNTATA             | 4ª PUNTATA             | 4ª PUNTATA             | 4ª PUNTATA             | 4ª PUNTATA             | 4ª PUNTATA             | 5ª PUNTATA             | 5ª PUNTATA             | 5ª PUNTATA             | 5ª PUNTATA             | 5ª PUNTATA             | 5ª PUNTATA             | 5ª PUNTATA             | 6ª PUNTATA             | 6ª PUNTATA             | 6ª PUNTATA             | 6ª PUNTATA             | 6ª PUNTATA             | 6ª PUNTATA             | 6ª PUNTATA             | 7ª PUNTATA             | 7ª PUNTATA             | 7ª PUNTATA             | 7ª PUNTATA             | 7ª PUNTATA             | 7ª PUNTATA             | 7ª PUNTATA             | SEMIFINALE             | SEMIFINALE             | SEMIFINALE             | SEMIFINALE             | SEMIFINALE             | SEMIFINALE             | SEMIFINALE             | SEMIFINALE             | SEMIFINALE             | FINALE                 | FINALE                 | FINALE                 | FINALE                 |                        |                        |                        | Disciplina   |
| Vittoria   | Vittoria   | Vittoria    | ZC         | ZC         | ZC                     | ZC                     | PP                     | PP                     |                        | ZC                     | ZC                     | ZC                     | ZC                     | AC                     | AC                     |                        | AC                     | AC                     | AC                     | AC                     | PP                     | PP                     |                        | ZC                     | ZC                     | AC                     | AC                     | ZC                     | ZC                     |                        | ZC                     | ZC                     | ZC                     | ZC                     | PP                     | PP                     |                        | ZC                     | ZC                     | ZC                     | ZC                     | AC                     | AC                     |                        | PP                     | PP                     | ZC                     | ZC                     | PP                     | PP                     |                        | PP                     | PP                     | PP                     | PP                     | ZC                     | ZC                     | ZC                     | ZC                     |                        | Finale Canto           | Finale Danza           | Finalissima            | Finalissima            | Disciplina   |
| Punteggio  | Punteggio  | Punteggio   | 2          | 1          | 2                      | 1                      | 2                      | 1                      | 2                      | 1                      | 2                      | 1                      | 2                      | 1                      | 2                      | 1                      | 2                      | 1                      | 2                      | 1                      | 2                      | 1                      | 2                      | 1                      | 2                      | 1                      | 2                      | 1                      | 2                      | 1                      | 2                      | 1                      | 2                      | 1                      | 2                      | 1                      | 2                      | 1                      | 2                      | 1                      | 2                      | 0                      | 2                      | 1                      |                        |                        |                        |                        |                        |                        |                        | PP                     | PP                     | PP                     | PP                     | ZC                     | ZC                     | ZC                     | ZC                     |                        | Finale Canto           | Finale Danza           | Finalissima            | Finalissima            | Disciplina   |
| 1          |            | Giulia      |            |            |                        |                        |                        |                        | N.D.                   |                        |                        |                        |                        |                        |                        | N.D.                   |                        |                        |                        |                        |                        |                        | N.D.                   |                        |                        |                        |                        |                        |                        | N.D.                   |                        |                        |                        |                        |                        |                        | N.D.                   |                        |                        |                        |                        |                        |                        | N.D.                   |                        |                        |                        |                        |                        |                        | N.D.                   | N.D.                   | N.D.                   |                        |                        |                        |                        |                        |                        |                        | N.D.                   |                        | 1º                     | VINCITRICE             | hip-pop      |
| 2          |            | Sangiovanni |            |            |                        |                        |                        |                        | N.D.                   |                        |                        |                        |                        | –                      | –                      | N.D.                   |                        |                        |                        |                        |                        |                        | N.D.                   |                        |                        |                        |                        |                        |                        | N.D.                   |                        |                        |                        |                        |                        |                        | N.D.                   |                        |                        |                        |                        |                        |                        | N.D.                   |                        |                        |                        |                        |                        |                        | N.D.                   |                        |                        | N.D.                   | N.D.                   |                        |                        |                        |                        |                        |                        |                        | 2º                     | SECONDO                | cantautorato |
| 3          |            | Alessandro  | –          | –          | –                      | –                      |                        |                        | N.D.                   |                        |                        |                        |                        |                        |                        | N.D.                   |                        |                        |                        |                        | –                      | –                      | N.D.                   |                        |                        |                        |                        |                        |                        | N.D.                   |                        |                        |                        |                        |                        |                        | N.D.                   |                        |                        |                        |                        |                        |                        | N.D.                   |                        |                        |                        |                        |                        |                        |                        | N.D.                   | N.D.                   |                        |                        | N.D.                   | N.D.                   | N.D.                   | N.D.                   |                        | N.D.                   |                        | TERZO                  | TERZO                  | ballo        |
| 4          |            | Aka7even    |            |            |                        |                        |                        |                        | N.D.                   |                        |                        |                        |                        |                        |                        |                        |                        |                        |                        |                        |                        |                        | N.D.                   |                        |                        |                        |                        |                        |                        |                        |                        |                        |                        |                        |                        |                        | N.D.                   |                        |                        |                        |                        |                        |                        | N.D.                   |                        |                        |                        |                        |                        |                        | N.D.                   |                        |                        |                        |                        |                        |                        |                        |                        |                        |                        | QUARTO                 | QUARTO                 | QUARTO                 | cantautorato |
| 5          |            | Deddy       |            |            |                        |                        |                        |                        | N.D.                   |                        |                        |                        |                        |                        |                        | N.D.                   | –                      | –                      |                        |                        |                        |                        |                        |                        |                        |                        |                        |                        |                        | N.D.                   |                        |                        |                        |                        |                        |                        |                        |                        |                        |                        |                        |                        |                        |                        |                        |                        |                        |                        |                        |                        | N.D.                   |                        |                        | N.D.                   | N.D.                   |                        |                        |                        |                        |                        |                        | QUINTO                 | QUINTO                 | QUINTO                 | cantautorato |
| 6          |            | Serena      |            |            |                        |                        | –                      | –                      | N.D.                   |                        |                        |                        |                        |                        |                        | N.D.                   | –                      | –                      |                        |                        |                        |                        | N.D.                   |                        |                        | –                      | –                      |                        |                        | N.D.                   |                        |                        |                        |                        |                        |                        | N.D.                   |                        |                        |                        |                        |                        |                        | N.D.                   |                        |                        |                        |                        |                        |                        |                        | N.D.                   | N.D.                   |                        |                        | N.D.                   | N.D.                   | N.D.                   | N.D.                   |                        | ELIMINATA (Semifinale) | ELIMINATA (Semifinale) | ELIMINATA (Semifinale) | ELIMINATA (Semifinale) | classico     |
| 7          |            | Tancredi    |            |            | –                      | –                      |                        |                        | N.D.                   | –                      | –                      |                        |                        |                        |                        | N.D.                   |                        |                        |                        |                        |                        |                        | N.D.                   |                        |                        |                        |                        |                        |                        |                        |                        |                        |                        |                        |                        |                        |                        |                        |                        |                        |                        |                        |                        | N.D.                   |                        |                        |                        |                        |                        |                        | N.D.                   |                        |                        | N.D.                   | N.D.                   |                        |                        | N.D.                   | N.D.                   |                        | ELIMINATO (Semifinale) | ELIMINATO (Semifinale) | ELIMINATO (Semifinale) | ELIMINATO (Semifinale) | cantautorato |
| 8          |            | Samuele     |            |            |                        |                        |                        |                        | N.D.                   |                        |                        |                        |                        |                        |                        | N.D.                   |                        |                        |                        |                        |                        |                        | N.D.                   |                        |                        |                        |                        |                        |                        | N.D.                   |                        |                        |                        |                        |                        |                        | N.D.                   |                        |                        |                        |                        |                        |                        |                        |                        |                        |                        |                        |                        |                        |                        | ELIMINATO (7ª puntata) | ELIMINATO (7ª puntata) | ELIMINATO (7ª puntata) | ELIMINATO (7ª puntata) | ELIMINATO (7ª puntata) | ELIMINATO (7ª puntata) | ELIMINATO (7ª puntata) | ELIMINATO (7ª puntata) | ELIMINATO (7ª puntata) | ELIMINATO (7ª puntata) | ELIMINATO (7ª puntata) | ELIMINATO (7ª puntata) | ELIMINATO (7ª puntata) | hip-hop      |
| 9          |            | Raffaele    | –          | –          |                        |                        |                        |                        |                        | –                      | –                      |                        |                        |                        |                        | N.D.                   |                        |                        |                        |                        | –                      | –                      | N.D.                   |                        |                        |                        |                        |                        |                        | N.D.                   |                        |                        |                        |                        |                        |                        | N.D.                   |                        |                        |                        |                        |                        |                        |                        | ELIMINATO (6ª puntata) | ELIMINATO (6ª puntata) | ELIMINATO (6ª puntata) | ELIMINATO (6ª puntata) | ELIMINATO (6ª puntata) | ELIMINATO (6ª puntata) | ELIMINATO (6ª puntata) | ELIMINATO (6ª puntata) | ELIMINATO (6ª puntata) | ELIMINATO (6ª puntata) | ELIMINATO (6ª puntata) | ELIMINATO (6ª puntata) | ELIMINATO (6ª puntata) | ELIMINATO (6ª puntata) | ELIMINATO (6ª puntata) | ELIMINATO (6ª puntata) | ELIMINATO (6ª puntata) | ELIMINATO (6ª puntata) | ELIMINATO (6ª puntata) | ELIMINATO (6ª puntata) | cantautorato |
| 10         |            | Martina     | –          | –          |                        |                        |                        |                        | N.D.                   |                        |                        |                        |                        |                        |                        | N.D.                   |                        |                        |                        |                        |                        |                        | N.D.                   |                        |                        |                        |                        | –                      | –                      | N.D.                   | –                      | –                      |                        |                        |                        |                        |                        | ELIMINATA (5ª puntata) | ELIMINATA (5ª puntata) | ELIMINATA (5ª puntata) | ELIMINATA (5ª puntata) | ELIMINATA (5ª puntata) | ELIMINATA (5ª puntata) | ELIMINATA (5ª puntata) | ELIMINATA (5ª puntata) | ELIMINATA (5ª puntata) | ELIMINATA (5ª puntata) | ELIMINATA (5ª puntata) | ELIMINATA (5ª puntata) | ELIMINATA (5ª puntata) | ELIMINATA (5ª puntata) | ELIMINATA (5ª puntata) | ELIMINATA (5ª puntata) | ELIMINATA (5ª puntata) | ELIMINATA (5ª puntata) | ELIMINATA (5ª puntata) | ELIMINATA (5ª puntata) | ELIMINATA (5ª puntata) | ELIMINATA (5ª puntata) | ELIMINATA (5ª puntata) | ELIMINATA (5ª puntata) | ELIMINATA (5ª puntata) | ELIMINATA (5ª puntata) | ELIMINATA (5ª puntata) | latino       |
| 11         |            | Enula       |            |            |                        |                        | –                      | –                      | N.D.                   |                        |                        |                        |                        | –                      | –                      | N.D.                   |                        |                        | –                      | –                      |                        |                        | N.D.                   |                        |                        |                        |                        |                        |                        |                        | ELIMINATA (4ª puntata) | ELIMINATA (4ª puntata) | ELIMINATA (4ª puntata) | ELIMINATA (4ª puntata) | ELIMINATA (4ª puntata) | ELIMINATA (4ª puntata) | ELIMINATA (4ª puntata) | ELIMINATA (4ª puntata) | ELIMINATA (4ª puntata) | ELIMINATA (4ª puntata) | ELIMINATA (4ª puntata) | ELIMINATA (4ª puntata) | ELIMINATA (4ª puntata) | ELIMINATA (4ª puntata) | ELIMINATA (4ª puntata) | ELIMINATA (4ª puntata) | ELIMINATA (4ª puntata) | ELIMINATA (4ª puntata) | ELIMINATA (4ª puntata) | ELIMINATA (4ª puntata) | ELIMINATA (4ª puntata) | ELIMINATA (4ª puntata) | ELIMINATA (4ª puntata) | ELIMINATA (4ª puntata) | ELIMINATA (4ª puntata) | ELIMINATA (4ª puntata) | ELIMINATA (4ª puntata) | ELIMINATA (4ª puntata) | ELIMINATA (4ª puntata) | ELIMINATA (4ª puntata) | ELIMINATA (4ª puntata) | ELIMINATA (4ª puntata) | ELIMINATA (4ª puntata) | ELIMINATA (4ª puntata) | cantautorato |
| 12         |            | Rosa        |            |            | –                      | –                      |                        |                        | N.D.                   | -                      | -                      |                        |                        |                        |                        | N.D.                   |                        |                        |                        |                        |                        |                        |                        | ELIMINATA (3ª puntata) | ELIMINATA (3ª puntata) | ELIMINATA (3ª puntata) | ELIMINATA (3ª puntata) | ELIMINATA (3ª puntata) | ELIMINATA (3ª puntata) | ELIMINATA (3ª puntata) | ELIMINATA (3ª puntata) | ELIMINATA (3ª puntata) | ELIMINATA (3ª puntata) | ELIMINATA (3ª puntata) | ELIMINATA (3ª puntata) | ELIMINATA (3ª puntata) | ELIMINATA (3ª puntata) | ELIMINATA (3ª puntata) | ELIMINATA (3ª puntata) | ELIMINATA (3ª puntata) | ELIMINATA (3ª puntata) | ELIMINATA (3ª puntata) | ELIMINATA (3ª puntata) | ELIMINATA (3ª puntata) | ELIMINATA (3ª puntata) | ELIMINATA (3ª puntata) | ELIMINATA (3ª puntata) | ELIMINATA (3ª puntata) | ELIMINATA (3ª puntata) | ELIMINATA (3ª puntata) | ELIMINATA (3ª puntata) | ELIMINATA (3ª puntata) | ELIMINATA (3ª puntata) | ELIMINATA (3ª puntata) | ELIMINATA (3ª puntata) | ELIMINATA (3ª puntata) | ELIMINATA (3ª puntata) | ELIMINATA (3ª puntata) | ELIMINATA (3ª puntata) | ELIMINATA (3ª puntata) | ELIMINATA (3ª puntata) | ELIMINATA (3ª puntata) | ELIMINATA (3ª puntata) | ELIMINATA (3ª puntata) | ballo        |
| 13         |            | Tommaso     |            |            |                        |                        | –                      | –                      | N.D.                   |                        |                        |                        |                        | –                      | –                      | N.D.                   |                        |                        | ELIMINATO (3ª puntata) | ELIMINATO (3ª puntata) | ELIMINATO (3ª puntata) | ELIMINATO (3ª puntata) | ELIMINATO (3ª puntata) | ELIMINATO (3ª puntata) | ELIMINATO (3ª puntata) | ELIMINATO (3ª puntata) | ELIMINATO (3ª puntata) | ELIMINATO (3ª puntata) | ELIMINATO (3ª puntata) | ELIMINATO (3ª puntata) | ELIMINATO (3ª puntata) | ELIMINATO (3ª puntata) | ELIMINATO (3ª puntata) | ELIMINATO (3ª puntata) | ELIMINATO (3ª puntata) | ELIMINATO (3ª puntata) | ELIMINATO (3ª puntata) | ELIMINATO (3ª puntata) | ELIMINATO (3ª puntata) | ELIMINATO (3ª puntata) | ELIMINATO (3ª puntata) | ELIMINATO (3ª puntata) | ELIMINATO (3ª puntata) | ELIMINATO (3ª puntata) | ELIMINATO (3ª puntata) | ELIMINATO (3ª puntata) | ELIMINATO (3ª puntata) | ELIMINATO (3ª puntata) | ELIMINATO (3ª puntata) | ELIMINATO (3ª puntata) | ELIMINATO (3ª puntata) | ELIMINATO (3ª puntata) | ELIMINATO (3ª puntata) | ELIMINATO (3ª puntata) | ELIMINATO (3ª puntata) | ELIMINATO (3ª puntata) | ELIMINATO (3ª puntata) | ELIMINATO (3ª puntata) | ELIMINATO (3ª puntata) | ELIMINATO (3ª puntata) | ELIMINATO (3ª puntata) | ELIMINATO (3ª puntata) | ELIMINATO (3ª puntata) | ELIMINATO (3ª puntata) | ballo        |
| 14         |            | Leonardo    |            |            |                        |                        | –                      | –                      | N.D.                   |                        |                        |                        |                        |                        |                        |                        | ELIMINATO (2ª puntata) | ELIMINATO (2ª puntata) | ELIMINATO (2ª puntata) | ELIMINATO (2ª puntata) | ELIMINATO (2ª puntata) | ELIMINATO (2ª puntata) | ELIMINATO (2ª puntata) | ELIMINATO (2ª puntata) | ELIMINATO (2ª puntata) | ELIMINATO (2ª puntata) | ELIMINATO (2ª puntata) | ELIMINATO (2ª puntata) | ELIMINATO (2ª puntata) | ELIMINATO (2ª puntata) | ELIMINATO (2ª puntata) | ELIMINATO (2ª puntata) | ELIMINATO (2ª puntata) | ELIMINATO (2ª puntata) | ELIMINATO (2ª puntata) | ELIMINATO (2ª puntata) | ELIMINATO (2ª puntata) | ELIMINATO (2ª puntata) | ELIMINATO (2ª puntata) | ELIMINATO (2ª puntata) | ELIMINATO (2ª puntata) | ELIMINATO (2ª puntata) | ELIMINATO (2ª puntata) | ELIMINATO (2ª puntata) | ELIMINATO (2ª puntata) | ELIMINATO (2ª puntata) | ELIMINATO (2ª puntata) | ELIMINATO (2ª puntata) | ELIMINATO (2ª puntata) | ELIMINATO (2ª puntata) | ELIMINATO (2ª puntata) | ELIMINATO (2ª puntata) | ELIMINATO (2ª puntata) | ELIMINATO (2ª puntata) | ELIMINATO (2ª puntata) | ELIMINATO (2ª puntata) | ELIMINATO (2ª puntata) | ELIMINATO (2ª puntata) | ELIMINATO (2ª puntata) | ELIMINATO (2ª puntata) | ELIMINATO (2ª puntata) | ELIMINATO (2ª puntata) | ELIMINATO (2ª puntata) | ELIMINATO (2ª puntata) | cantautorato |
| 15         |            | Ibla        | –          | –          |                        |                        |                        |                        | N.D.                   |                        |                        | ELIMINATA (2ª puntata) | ELIMINATA (2ª puntata) | ELIMINATA (2ª puntata) | ELIMINATA (2ª puntata) | ELIMINATA (2ª puntata) | ELIMINATA (2ª puntata) | ELIMINATA (2ª puntata) | ELIMINATA (2ª puntata) | ELIMINATA (2ª puntata) | ELIMINATA (2ª puntata) | ELIMINATA (2ª puntata) | ELIMINATA (2ª puntata) | ELIMINATA (2ª puntata) | ELIMINATA (2ª puntata) | ELIMINATA (2ª puntata) | ELIMINATA (2ª puntata) | ELIMINATA (2ª puntata) | ELIMINATA (2ª puntata) | ELIMINATA (2ª puntata) | ELIMINATA (2ª puntata) | ELIMINATA (2ª puntata) | ELIMINATA (2ª puntata) | ELIMINATA (2ª puntata) | ELIMINATA (2ª puntata) | ELIMINATA (2ª puntata) | ELIMINATA (2ª puntata) | ELIMINATA (2ª puntata) | ELIMINATA (2ª puntata) | ELIMINATA (2ª puntata) | ELIMINATA (2ª puntata) | ELIMINATA (2ª puntata) | ELIMINATA (2ª puntata) | ELIMINATA (2ª puntata) | ELIMINATA (2ª puntata) | ELIMINATA (2ª puntata) | ELIMINATA (2ª puntata) | ELIMINATA (2ª puntata) | ELIMINATA (2ª puntata) | ELIMINATA (2ª puntata) | ELIMINATA (2ª puntata) | ELIMINATA (2ª puntata) | ELIMINATA (2ª puntata) | ELIMINATA (2ª puntata) | ELIMINATA (2ª puntata) | ELIMINATA (2ª puntata) | ELIMINATA (2ª puntata) | ELIMINATA (2ª puntata) | ELIMINATA (2ª puntata) | ELIMINATA (2ª puntata) | ELIMINATA (2ª puntata) | ELIMINATA (2ª puntata) | ELIMINATA (2ª puntata) | ELIMINATA (2ª puntata) | cantautorato |
| 16         |            | Esa         |            |            |                        |                        |                        |                        |                        | ELIMINATO (1ª puntata) | ELIMINATO (1ª puntata) | ELIMINATO (1ª puntata) | ELIMINATO (1ª puntata) | ELIMINATO (1ª puntata) | ELIMINATO (1ª puntata) | ELIMINATO (1ª puntata) | ELIMINATO (1ª puntata) | ELIMINATO (1ª puntata) | ELIMINATO (1ª puntata) | ELIMINATO (1ª puntata) | ELIMINATO (1ª puntata) | ELIMINATO (1ª puntata) | ELIMINATO (1ª puntata) | ELIMINATO (1ª puntata) | ELIMINATO (1ª puntata) | ELIMINATO (1ª puntata) | ELIMINATO (1ª puntata) | ELIMINATO (1ª puntata) | ELIMINATO (1ª puntata) | ELIMINATO (1ª puntata) | ELIMINATO (1ª puntata) | ELIMINATO (1ª puntata) | ELIMINATO (1ª puntata) | ELIMINATO (1ª puntata) | ELIMINATO (1ª puntata) | ELIMINATO (1ª puntata) | ELIMINATO (1ª puntata) | ELIMINATO (1ª puntata) | ELIMINATO (1ª puntata) | ELIMINATO (1ª puntata) | ELIMINATO (1ª puntata) | ELIMINATO (1ª puntata) | ELIMINATO (1ª puntata) | ELIMINATO (1ª puntata) | ELIMINATO (1ª puntata) | ELIMINATO (1ª puntata) | ELIMINATO (1ª puntata) | ELIMINATO (1ª puntata) | ELIMINATO (1ª puntata) | ELIMINATO (1ª puntata) | ELIMINATO (1ª puntata) | ELIMINATO (1ª puntata) | ELIMINATO (1ª puntata) | ELIMINATO (1ª puntata) | ELIMINATO (1ª puntata) | ELIMINATO (1ª puntata) | ELIMINATO (1ª puntata) | ELIMINATO (1ª puntata) | ELIMINATO (1ª puntata) | ELIMINATO (1ª puntata) | ELIMINATO (1ª puntata) | ELIMINATO (1ª puntata) | ELIMINATO (1ª puntata) | ELIMINATO (1ª puntata) | cantautorato |
| 17         |            | Gaia        |            |            | ELIMINATA (1ª puntata) | ELIMINATA (1ª puntata) | ELIMINATA (1ª puntata) | ELIMINATA (1ª puntata) | ELIMINATA (1ª puntata) | ELIMINATA (1ª puntata) | ELIMINATA (1ª puntata) | ELIMINATA (1ª puntata) | ELIMINATA (1ª puntata) | ELIMINATA (1ª puntata) | ELIMINATA (1ª puntata) | ELIMINATA (1ª puntata) | ELIMINATA (1ª puntata) | ELIMINATA (1ª puntata) | ELIMINATA (1ª puntata) | ELIMINATA (1ª puntata) | ELIMINATA (1ª puntata) | ELIMINATA (1ª puntata) | ELIMINATA (1ª puntata) | ELIMINATA (1ª puntata) | ELIMINATA (1ª puntata) | ELIMINATA (1ª puntata) | ELIMINATA (1ª puntata) | ELIMINATA (1ª puntata) | ELIMINATA (1ª puntata) | ELIMINATA (1ª puntata) | ELIMINATA (1ª puntata) | ELIMINATA (1ª puntata) | ELIMINATA (1ª puntata) | ELIMINATA (1ª puntata) | ELIMINATA (1ª puntata) | ELIMINATA (1ª puntata) | ELIMINATA (1ª puntata) | ELIMINATA (1ª puntata) | ELIMINATA (1ª puntata) | ELIMINATA (1ª puntata) | ELIMINATA (1ª puntata) | ELIMINATA (1ª puntata) | ELIMINATA (1ª puntata) | ELIMINATA (1ª puntata) | ELIMINATA (1ª puntata) | ELIMINATA (1ª puntata) | ELIMINATA (1ª puntata) | ELIMINATA (1ª puntata) | ELIMINATA (1ª puntata) | ELIMINATA (1ª puntata) | ELIMINATA (1ª puntata) | ELIMINATA (1ª puntata) | ELIMINATA (1ª puntata) | ELIMINATA (1ª puntata) | ELIMINATA (1ª puntata) | ELIMINATA (1ª puntata) | ELIMINATA (1ª puntata) | ELIMINATA (1ª puntata) | ELIMINATA (1ª puntata) | ELIMINATA (1ª puntata) | ELIMINATA (1ª puntata) | ELIMINATA (1ª puntata) | ELIMINATA (1ª puntata) | ELIMINATA (1ª puntata) | canto        |

### Podio generale
|             |        |            |  |          |
|             |        |            |  | 4º       |
|             | Giulia |            |  | Aka7even |
| Sangiovanni | Giulia |            |  | 5º       |
| Sangiovanni | 1º     | Alessandro |  | Deddy    |
| 2º          | 1º     | Alessandro |  |          |
| 3º          | 1º     |            |  |          |

### Podio canto
|          |             |    |  |          |
|          |             |    |  | 4º       |
|          | Sangiovanni |    |  | Tancredi |
| Aka7even | Sangiovanni |    |  |          |
| 1º       | Deddy       |    |  |          |
| 1º       | Deddy       | 2º |  |          |
| 1º       | 3º          |    |  |          |

### Podio danza
|            |        |    |  |         |
|            |        |    |  | 4º      |
|            | Giulia |    |  | Samuele |
| Alessandro | Giulia |    |  |         |
| 1º         | Serena |    |  |         |
| 1º         | Serena | 2º |  |         |
| 1º         | 3º     |    |  |         |

## Tabellone delle esibizioni

### 1ª puntata
La prima puntata del serale è andata in onda sabato 20 marzo 2021.
Dopo l'estrazione a sorte della squadra che incomincerà la prima manche, quest'ultima indicherà a sua volta la squadra da voler sfidare.

#### Prima partita
Nella prima manche la squadra Zerbi-Celentano decide di sfidare la squadra Arisa-Cuccarini.
| PROVA    | SQUADRA ZERBI-CELENTANO | SQUADRA ZERBI-CELENTANO                    | PUNTI     | PUNTI     | SQUADRA ARISA-CUCCARINI | SQUADRA ARISA-CUCCARINI                                              |
| -------- | ----------------------- | ------------------------------------------ | --------- | --------- | ----------------------- | -------------------------------------------------------------------- |
| I        | Enula                   | La bambola                                 | 0         | 1         | Corale                  | Medley Quelli belli come noi / La notte vola / Cicale / Ballo, ballo |
| II       | Serena                  | Comparata BALLO Can can                    | ANNULLATA | ANNULLATA | Rosa                    | Comparata BALLO Can can                                              |
| III      | Serena                  | Comparata BALLO I've seen that face before | 1         | 0         | Rosa                    | Comparata BALLO I've seen that face before                           |
| III      | Sangiovanni             | La gatta                                   | 1         | 0         | Tancredi                | Therefore I am                                                       |
| VITTORIA | SQUADRA ZERBI-CELENTANO | SQUADRA ZERBI-CELENTANO                    | 2         | 1         | SQUADRA ARISA-CUCCARINI | SQUADRA ARISA-CUCCARINI                                              |

#### Girone "In eliminazione"
Al termine della prima partita a proporre i 3 nomi da mandare a rischio eliminazione, che successivamente decreterà il primo eliminato di puntata, saranno solo i professori.
| CONCORRENTE | ESITO                  |
| ----------- | ---------------------- |
| GAIA        | A rischio eliminazione |
| ROSA        | A rischio eliminazione |
| TANCREDI    | A rischio eliminazione |
| RAFFAELE    | Salvato                |
| IBLA        | Salvata                |
| ALESSANDRO  | Salvato                |
| MARTINA     | Salvata                |

#### Eliminazione
I tre candidati all'eliminazione si sfidano per decretare il primo eliminato della puntata.
| PROVA    | TANCREDI               | ROSA   | GAIA          |
| -------- | ---------------------- | ------ | ------------- |
| I        | La collina dei ciliegi | Maniac | No more tears |
| VITTORIA | ROSA                   | ROSA   | ROSA          |

| PROVA    | TANCREDI            | GAIA        |
| -------- | ------------------- | ----------- |
| I        | Las Vegas (inedito) | Love on top |
| VITTORIA | TANCREDI            | GAIA        |

#### Seconda partita
Nella seconda manche la squadra Zerbi-Celentano decide di sfidare nuovamente la squadra Arisa-Cuccarini.
| PROVA    | SQUADRA ZERBI-CELENTANO | SQUADRA ZERBI-CELENTANO        | PUNTI | PUNTI | SQUADRA ARISA-CUCCARINI | SQUADRA ARISA-CUCCARINI           |
| -------- | ----------------------- | ------------------------------ | ----- | ----- | ----------------------- | --------------------------------- |
| I        | Leonardo                | Comparata CANTO Pezzi di vetro | 1     | 0     | Raffaele                | Comparata CANTO Pezzi di vetro    |
| II       | Esa                     | Est-ce que tu m'aimes?         | 0     | 1     | Alessandro              | Lupin                             |
| III      | Deddy                   | Eppure sentire                 | 1     | 0     | Martina e Alessandro    | And I’m telling you I’m not going |
| VITTORIA | SQUADRA ZERBI-CELENTANO | SQUADRA ZERBI-CELENTANO        | 2     | 1     | SQUADRA ARISA-CUCCARINI | SQUADRA ARISA-CUCCARINI           |

#### Girone "In eliminazione"
Al termine della seconda partita a proporre i 3 nomi da mandare a rischio eliminazione, che successivamente decreterà il primo eliminato provvisorio, saranno solo i professori.
| CONCORRENTE | ESITO                  |
| ----------- | ---------------------- |
| RAFFAELE    | A rischio eliminazione |
| MARTINA     | A rischio eliminazione |
| IBLA        | A rischio eliminazione |
| ROSA        | Salvata                |
| TANCREDI    | Salvato                |
| ALESSANDRO  | Salvato                |

Successivamente i tre candidati a rischio eliminazione, si sfidano per decretare l'eliminato provvisorio della prima manche.
| PROVA    | RAFFAELE | MARTINA  | IBLA          |
| -------- | -------- | -------- | ------------- |
| I        | Cambiare | Chantaje | Piazza Grande |
| VITTORIA | MARTINA  | IBLA     | RAFFAELE      |

#### Terza partita
Nella terza ed ultima manche la squadra Zerbi-Celentano decide di sfidare la squadra Pettinelli-Peparini.
| PROVA    | SQUADRA ZERBI-CELENTANO     | SQUADRA ZERBI-CELENTANO     | PUNTI | PUNTI | SQUADRA PEPARINI-PETTINELLI | SQUADRA PEPARINI-PETTINELLI |
| -------- | --------------------------- | --------------------------- | ----- | ----- | --------------------------- | --------------------------- |
| I        | Sangiovanni                 | Dieci ragazze               | 1     | 0     | Aka7even                    | Acqua e sapone              |
| II       | Tommaso                     | Tango Flamenco              | 0     | 1     | Samuele e Giulia            | Afterglow                   |
| III      | Enula                       | Strong                      | 0     | 1     | Giulia                      | Rondini al guinzaglio       |
| VITTORIA | SQUADRA PEPARINI-PETTINELLI | SQUADRA PEPARINI-PETTINELLI | 2     | 1     | SQUADRA ZERBI-CELENTANO     | SQUADRA ZERBI-CELENTANO     |

#### Girone "In eliminazione"
Al termine della terza partita a proporre i 3 nomi da mandare a rischio eliminazione, che successivamente decreterà il secondo eliminato provvisorio, saranno solo i professori.
| CONCORRENTE | ESITO                  |
| ----------- | ---------------------- |
| ESA         | A rischio eliminazione |
| DEDDY       | A rischio eliminazione |
| SANGIOVANNI | A rischio eliminazione |
| SERENA      | Salvata                |
| LEONARDO    | Salvato                |
| TOMMASO     | Salvato                |
| ENULA       | Salvata                |

Successivamente i tre candidati a rischio eliminazione, si sfidano per decretare l'eliminato provvisorio della seconda manche.
| PROVA    | SANGIOVANNI    | DEDDY                         | ESA             |
| -------- | -------------- | ----------------------------- | --------------- |
| I        | Lady (inedito) | Il cielo contromano (inedito) | Dimmi (inedito) |
| VITTORIA | SANGIOVANNI    | DEDDY                         | ESA             |

#### Ballottaggio
Al termine dei due gironi ad eliminazione provvisoria, relativi alla seconda e terza manche, si disputa il ballottaggio finale che decreterà il secondo eliminato di puntata.
| PROVA    | RAFFAELE                        | ESA                     |
| -------- | ------------------------------- | ----------------------- |
| I        | Kiss                            | Superstition            |
| II       | Il sole alle finestre (inedito) | Solo se ti va (inedito) |
| VITTORIA | RAFFAELE                        | ESA                     |

### Day-time

#### Assegnazione Premio Prova TIM
Nei day-time di giovedì 25 e venerdì 26 marzo i concorrenti si esibiscono con un pezzo a loro scelta, permettendo così di assegnare il Premio Prova TIM, per la categoria canto e la categoria danza, ciascuno dal valore di 5000 €. A giudicare tutte le esibizioni, e a decretare i due vincitori sarà Pippo Baudo.
| Concorrente | Esibizione                 | Squadra di appartenenza |
| ----------- | -------------------------- | ----------------------- |
| DEDDY       | 0 passi (inedito)          | Zerbi-Celentano         |
| ENULA       | Con(torta) (inedito)       | Zerbi-Celentano         |
| SANGIOVANNI | Lady (inedito)             | Zerbi-Celentano         |
| MARTINA     | Chantaje                   | Arisa-Cuccarini         |
| ROSA        | Concedimi                  | Arisa-Cuccarini         |
| TOMMASO     | Tango Flamenco             | Zerbi-Celentano         |
| LEONARDO    | Giganti (inedito)          | Zerbi-Celentano         |
| TANCREDI    | Las Vegas (inedito)        | Arisa-Cuccarini         |
| AKA7EVEN    | Mi manchi (inedito)        | Pettinelli-Peparini     |
| SAMUELE     | Joker                      | Pettinelli-Peparini     |
| SERENA      | I've seen that face before | Zerbi-Celentano         |
| IBLA        | Libertad (inedito)         | Arisa-Cuccarini         |
| RAFFAELE    | 7 vite (inedito)           | Arisa-Cuccarini         |
| GIULIA      | Bagdad                     | Pettinelli-Peparini     |
| ALESSANDRO  | Balla balla ballerino      | Arisa-Cuccarini         |

Vincitori Premio Prova Tim di categoria
| PREMIO PROVA TIM - CANTO | PREMIO PROVA TIM - CANTO |
| CONCORRENTE              | DISCIPLINA               |
| ------------------------ | ------------------------ |
| TANCREDI                 | cantautorato             |

| PREMIO PROVA TIM - DANZA | PREMIO PROVA TIM - DANZA |
| CONCORRENTE              | DISCIPLINA               |
| ------------------------ | ------------------------ |
| ROSA                     | ballo                    |

#### 2ª puntata
La seconda puntata del serale è andata in onda sabato 27 marzo 2021.
Dopo l'estrazione a sorte della squadra che incomincerà la prima manche, quest'ultima indicherà a sua volta la squadra da voler sfidare.

#### Prima partita
Nella prima manche la squadra Zerbi-Celentano decide di sfidare la squadra Arisa-Cuccarini.
| PROVA    | SQUADRA ZERBI-CELENTANO | SQUADRA ZERBI-CELENTANO      | PUNTI | PUNTI | SQUADRA ARISA-CUCCARINI | SQUADRA ARISA-CUCCARINI                           |
| -------- | ----------------------- | ---------------------------- | ----- | ----- | ----------------------- | ------------------------------------------------- |
| I        | Sangiovanni             | Ma il cielo è sempre più blu | 1     | 0     | Ballo CA e Ibla         | Medley Rugantino / Roma nun fa la stupida stasera |
| II       | Leonardo                | Nel blu dipinto di blu       | 0     | 1     | Tancredi                | Buonasera (signorina)                             |
| III      | Enula                   | Comparata CANTO Physical     | 1     | 0     | Ibla                    | Comparata CANTO Physical                          |
| VITTORIA | SQUADRA ZERBI-CELENTANO | SQUADRA ZERBI-CELENTANO      | 2     | 1     | SQUADRA ARISA-CUCCARINI | SQUADRA ARISA-CUCCARINI                           |

#### Girone "In eliminazione"
Al termine della seconda partita a proporre i 3 nomi da mandare a rischio eliminazione, che successivamente decreterà il primo eliminato di puntata, saranno solo i professori.
| CONCORRENTE | ESITO                  |
| ----------- | ---------------------- |
| IBLA        | A rischio eliminazione |
| MARTINA     | A rischio eliminazione |
| ALESSANDRO  | A rischio eliminazione |
| ROSA        | Salvata                |
| TANCREDI    | Salvato                |
| RAFFAELE    | Salvato                |

#### Eliminazione
I tre candidati all'eliminazione si sfidano per decretare il primo eliminato della puntata.
| PROVA    | IBLA               | MARTINA    | ALESSANDRO                |
| -------- | ------------------ | ---------- | ------------------------- |
| I        | Libertad (inedito) | Sway       | Who wants to live forever |
| VITTORIA | ALESSANDRO         | ALESSANDRO | ALESSANDRO                |

| PROVA    | IBLA                  | MARTINA                        |
| -------- | --------------------- | ------------------------------ |
| I        | No te gusta (inedito) | Medley Chicago / All that jazz |
| VITTORIA | MARTINA               | IBLA                           |

#### Seconda partita
Nella seconda manche la squadra Zerbi-Celentano decide di sfidare la squadra Pettinelli-Peparini.
| PROVA    | SQUADRA ZERBI-CELENTANO | SQUADRA ZERBI-CELENTANO             | PUNTI | PUNTI | SQUADRA PETTINELLI-PEPARINI | SQUADRA PETTINELLI-PEPARINI         |
| -------- | ----------------------- | ----------------------------------- | ----- | ----- | --------------------------- | ----------------------------------- |
| I        | Sangiovanni             | Comparata CANTO Maledetta primavera | 1     | 0     | Aka7even                    | Comparata CANTO Maledetta primavera |
| II       | Tommaso                 | Che vita meravigliosa               | 0     | 1     | Giulia e Samuele            | Pezzo di cuore                      |
| III      | Sangiovanni             | Il ragazzo della Via Gluck          | 1     | 0     | Aka7even                    | Cu’ mme                             |
| VITTORIA | SQUADRA ZERBI-CELENTANO | SQUADRA ZERBI-CELENTANO             | 2     | 1     | SQUADRA PETTINELLI-PEPARINI | SQUADRA PETTINELLI-PEPARINI         |

#### Girone "In eliminazione"
Al termine della seconda partita i 3 concorrenti della squadra Pettinelli-Peparini sono tutti a rischio eliminazione.
| CONCORRENTE | ESITO                  |
| ----------- | ---------------------- |
| GIULIA      | A rischio eliminazione |
| SAMUELE     | A rischio eliminazione |
| AKA7EVEN    | A rischio eliminazione |

Successivamente i tre candidati a rischio eliminazione, si sfidano per decretare l'eliminato provvisorio della prima manche.
| PROVA    | AKA7EVEN         | GIULIA                           | SAMUELE           |
| -------- | ---------------- | -------------------------------- | ----------------- |
| I        | Yellow (inedito) | Mi sei scoppiato dentro il cuore | Mantieni il bacio |
| VITTORIA | GIULIA           | SAMUELE                          | AKA7EVEN          |

#### Terza partita
Nella terza ed ultima manche la squadra Zerbi-Celentano decide di sfidare la squadra Arisa-Cuccarini.
| PROVA    | SQUADRA ZERBI-CELENTANO | SQUADRA ZERBI-CELENTANO              | PUNTI | PUNTI | SQUADRA ARISA-CUCCARINI | SQUADRA ARISA-CUCCARINI              |
| -------- | ----------------------- | ------------------------------------ | ----- | ----- | ----------------------- | ------------------------------------ |
| I        | Deddy                   | Comparata CANTO Listen               | 0     | 1     | Raffaele                | Comparata CANTO Listen               |
| II       | Serena                  | Comparata BALLO I don’t mean a thing | 1     | 0     | Martina                 | Comparata BALLO I don’t mean a thing |
| III      | Tommaso                 | Vienimi (a ballare)                  | 0     | 1     | Rosa                    | Sarò libera                          |
| VITTORIA | SQUADRA ARISA-CUCCARINI | SQUADRA ARISA-CUCCARINI              | 2     | 1     | SQUADRA ZERBI-CELENTANO | SQUADRA ZERBI-CELENTANO              |

#### Girone "In eliminazione"
Al termine della terza partita a proporre i 3 nomi da mandare a rischio eliminazione, che successivamente decreterà il secondo eliminato provvisorio, saranno solo i professori.
| CONCORRENTE | ESITO                  |
| ----------- | ---------------------- |
| SERENA      | A rischio eliminazione |
| LEONARDO    | A rischio eliminazione |
| DEDDY       | A rischio eliminazione |
| ENULA       | Salvata                |
| SANGIOVANNI | Salvato                |
| TOMMASO     | Salvato                |

Successivamente i tre candidati a rischio eliminazione, si sfidano per decretare l'eliminato provvisorio della prima manche.
| PROVA    | LEONARDO          | SERENA             | DEDDY             |
| -------- | ----------------- | ------------------ | ----------------- |
| I        | Giganti (inedito) | New York, New York | 0 passi (inedito) |
| VITTORIA | SERENA            | DEDDY              | LEONARDO          |

#### Ballottaggio
Al termine dei due gironi ad eliminazione provvisoria, relativi alla seconda e terza manche, si disputa il ballottaggio finale che decreterà il secondo eliminato di puntata.
| PROVA    | AKA7EVEN               | LEONARDO                       |
| -------- | ---------------------- | ------------------------------ |
| I        | Mi manchi (inedito)    | Il Natale e l’estate (inedito) |
| II       | Mille parole (inedito) | Orione (inedito)               |
| VITTORIA | AKA7EVEN               | LEONARDO                       |

### Day-time
Nel day-time di mercoledì 31 marzo i concorrenti si esibiscono con un pezzo a loro scelta, permettendo così di eleggere (secondo il parere dei telespettatori) i vincitori per la categoria canto e la categoria danza. A giudicare tutte le esibizioni, e a decretare i due vincitori sarà il pubblico da casa tramite televoto. Il verdetto definitivo viene mostrato nel day-time di giovedì 1º aprile ed in palio ai vincitori viene concessa un'esibizione aggiuntiva nel day-time di venerdì 2 aprile.
Circuito canto
| Codice Televoto | Concorrente | Inedito             | Squadra di appartenenza | Esito | Esito            | Esito               |
| Codice Televoto | Concorrente | Inedito             | Squadra di appartenenza | %     | Classifica CANTO | Classifica GENERALE |
| --------------- | ----------- | ------------------- | ----------------------- | ----- | ---------------- | ------------------- |
| 01              | AKA7EVEN    | Mille parole        | Pettinelli-Peparini     | 12,2% | 2º               | 3º                  |
| 03              | DEDDY       | 0 passi             | Zerbi-Celentano         | 12%   | 3º               | 4º                  |
| 04              | ENULA       | Da sola (con me)... | Zerbi-Celentano         | 4,2%  | 4º               | 7º                  |
| 07              | RAFFAELE    | 7 vite              | Arisa-Cuccarini         | 3,6%  | 5º               | 8º                  |
| 10              | SANGIOVANNI | Hype                | Zerbi-Celentano         | 17,6% | 1º               | 2º                  |
| 12              | TANCREDI    | Fuori di testa      | Arisa-Cuccarini         | 3,3%  | 6º               | 11º                 |

Circuito danza
| Codice Televoto | Concorrente | Esibizione                   | Squadra di appartenenza | Esito | Esito            | Esito               |
| Codice Televoto | Concorrente | Esibizione                   | Squadra di appartenenza | %     | Classifica BALLO | Classifica GENERALE |
| --------------- | ----------- | ---------------------------- | ----------------------- | ----- | ---------------- | ------------------- |
| 02              | ALESSANDRO  | Who wants to live forever    | Arisa-Cuccarini         | 3,5%  | 4º               | 9º                  |
| 05              | GIULIA      | I'm kissing you              | Pettinelli-Peparini     | 25%   | 1º               | 1º                  |
| 06              | MARTINA     | Magalenha                    | Arisa-Cuccarini         | 1,4%  | 7º               | 13º                 |
| 08              | ROSA        | Sleeping with the one i love | Arisa-Cuccarini         | 3,1%  | 6º               | 12º                 |
| 09              | SAMUELE     | Merry Christmas Mr. Lawrence | Pettinelli-Peparini     | 4,4%  | 3º               | 6º                  |
| 11              | SERENA      | New York, New York           | Zerbi-Celentano         | 3,4%  | 5º               | 10º                 |
| 13              | TOMMASO     | Aqua Vitae                   | Zerbi-Celentano         | 6,3%  | 2º               | 5º                  |

Vincitori di categoria attraverso il televoto
| CANTO       | CANTO        |
| CONCORRENTE | DISCIPLINA   |
| ----------- | ------------ |
| SANGIOVANNI | cantautorato |

| DANZA       | DANZA      |
| CONCORRENTE | DISCIPLINA |
| ----------- | ---------- |
| GIULIA      | hip-hop    |

### 3ª puntata
La terza puntata del serale è andata in onda sabato 3 aprile 2021.
Dopo l'estrazione a sorte della squadra che incomincerà la prima manche, quest'ultima indicherà a sua volta la squadra da voler sfidare.

#### Prima partita
Nella prima manche la squadra Arisa-Cuccarini decide di sfidare la squadra Zerbi-Celentano.
| PROVA    | SQUADRA ARISA-CUCCARINI | SQUADRA ARISA-CUCCARINI         | PUNTI | PUNTI | SQUADRA ZERBI-CELENTANO | SQUADRA ZERBI-CELENTANO         |
| -------- | ----------------------- | ------------------------------- | ----- | ----- | ----------------------- | ------------------------------- |
| I        | Raffaele                | Comparata CANTO Dangerous       | 1     | 0     | Sangiovanni             | Comparata CANTO Dangerous       |
| II       | Rosa e Alessandro       | Ti vorrei Sollevare             | 0     | 1     | Deddy                   | Portami a ballare               |
| III      | Alessandro              | Comparata BALLO Vesti la giubba | 1     | 0     | Tommaso                 | Comparata BALLO Vesti la giubba |
| VITTORIA | SQUADRA ARISA-CUCCARINI | SQUADRA ARISA-CUCCARINI         | 2     | 1     | SQUADRA ZERBI-CELENTANO | SQUADRA ZERBI-CELENTANO         |

#### Girone "In eliminazione"
Al termine della prima partita a proporre i 3 nomi da mandare a rischio eliminazione, che successivamente decreterà il primo eliminato di puntata, saranno solo i professori.
| CONCORRENTE | ESITO                  |
| ----------- | ---------------------- |
| SANGIOVANNI | A rischio eliminazione |
| ENULA       | A rischio eliminazione |
| TOMMASO     | A rischio eliminazione |
| DEDDY       | Salvato                |
| SERENA      | Salvata                |

#### Eliminazione
I tre candidati all'eliminazione si sfidano per decretare il primo eliminato della puntata.
| PROVA    | ENULA               | TOMMASO     | SANGIOVANNI     |
| -------- | ------------------- | ----------- | --------------- |
| I        | Young and beautiful | Skyfall     | Senza una donna |
| VITTORIA | SANGIOVANNI         | SANGIOVANNI | SANGIOVANNI     |

| PROVA    | TOMMASO  | ENULA                |
| -------- | -------- | -------------------- |
| I        | Tanguera | Auricolari (inedito) |
| VITTORIA | ENULA    | TOMMASO              |

#### Seconda partita
Nella seconda manche la squadra Arisa-Cuccarini decide di sfidare nuovamente la squadra Zerbi-Celentano.
| PROVA    | SQUADRA ARISA-CUCCARINI | SQUADRA ARISA-CUCCARINI   | PUNTI | PUNTI | SQUADRA ZERBI-CELENTANO | SQUADRA ZERBI-CELENTANO |
| -------- | ----------------------- | ------------------------- | ----- | ----- | ----------------------- | ----------------------- |
| I        | Alessandro              | 'O surdato 'nnammurato    | 1     | 0     | Enula                   | Vieni a vivere con me   |
| II       | Raffaele                | All night long            | 0     | 1     | Sangiovanni             | Viva la vida            |
| III      | Martina                 | Show me how you burlesque | 1     | 0     | Serena                  | Altalene                |
| VITTORIA | SQUADRA ARISA-CUCCARINI | SQUADRA ARISA-CUCCARINI   | 2     | 1     | SQUADRA ZERBI-CELENTANO | SQUADRA ZERBI-CELENTANO |

#### Girone "In eliminazione"
Al termine della seconda partita a proporre i 3 nomi da mandare a rischio eliminazione, che successivamente decreterà il primo eliminato provvisorio, saranno solo i professori.
| CONCORRENTE | ESITO                  |
| ----------- | ---------------------- |
| DEDDY       | A rischio eliminazione |
| SERENA      | A rischio eliminazione |
| SANGIOVANNI | A rischio eliminazione |
| ENULA       | Salvata                |

Successivamente i tre candidati a rischio eliminazione, si sfidano per decretare l'eliminato provvisorio della prima manche.
| PROVA    | DEDDY             | SANGIOVANNI         | SERENA            |
| -------- | ----------------- | ------------------- | ----------------- |
| I        | Ti sposerò perché | Guccy bag (inedito) | Hit the Road Jack |
| VITTORIA | SANGIOVANNI       | SERENA              | DEDDY             |

#### Terza partita
Nella terza manche la squadra Arisa-Cuccarini decide di sfidare la squadra Pettinelli-Peparini.
| PROVA    | SQUADRA ARISA-CUCCARINI     | SQUADRA ARISA-CUCCARINI     | PUNTI | PUNTI | SQUADRA PETTINELLI-PEPARINI | SQUADRA PETTINELLI-PEPARINI |
| -------- | --------------------------- | --------------------------- | ----- | ----- | --------------------------- | --------------------------- |
| I        | Alessandro                  | Comparata BALLO Relax       | 0     | 1     | Samuele                     | Comparata BALLO Relax       |
| II       | Tancredi                    | Smoke on the water          | 1     | 0     | Aka7even                    | Rapide                      |
| III      | Raffaele                    | Pookie                      | 0     | 1     | Giulia                      | La nuova stella di Broadway |
| VITTORIA | SQUADRA PETTINELLI-PEPARINI | SQUADRA PETTINELLI-PEPARINI | 2     | 1     | SQUADRA ARISA-CUCCARINI     | SQUADRA ARISA-CUCCARINI     |

#### Girone "In eliminazione"
Al termine della terza partita a proporre i 3 nomi da mandare a rischio eliminazione, che successivamente decreterà il secondo eliminato provvisorio, saranno solo i professori.
| CONCORRENTE | ESITO                  |
| ----------- | ---------------------- |
| ROSA        | A rischio eliminazione |
| MARTINA     | A rischio eliminazione |
| TANCREDI    | A rischio eliminazione |
| RAFFAELE    | Salvato                |
| ALESSANDRO  | Salvato                |

Successivamente i tre candidati a rischio eliminazione, si sfidano per decretare l'eliminato provvisorio della prima manche.
| PROVA    | ROSA            | TANCREDI    | MARTINA    |
| -------- | --------------- | ----------- | ---------- |
| I        | Comunque andare | Let’s dance | Libertango |
| VITTORIA | TANCREDI        | MARTINA     | ROSA       |

#### Ballottaggio
Al termine dei due gironi ad eliminazione provvisoria, relativi alla seconda e terza manche, si disputa il ballottaggio finale che decreterà il secondo eliminato di puntata.
| PROVA    | DEDDY                   | ROSA                 |
| -------- | ----------------------- | -------------------- |
| I        | Ancora in due (inedito) | Napule è             |
| II       | 0 passi (inedito)       | Non sono una signora |
| VITTORIA | DEDDY                   | ROSA                 |

### 4ª puntata
La quarta puntata del serale è andata in onda sabato 10 aprile 2021.
Dopo l'estrazione a sorte della squadra che incomincerà la prima manche, quest'ultima indicherà a sua volta la squadra da voler sfidare.

#### Prima partita
Nella prima manche la squadra Zerbi-Celentano decide di sfidare la squadra Pettinelli-Peparini.
| PROVA    | SQUADRA ZERBI-CELENTANO | SQUADRA ZERBI-CELENTANO         | PUNTI | PUNTI | SQUADRA PETTINELLI-PEPARINI | SQUADRA PETTINELLI-PEPARINI     |
| -------- | ----------------------- | ------------------------------- | ----- | ----- | --------------------------- | ------------------------------- |
| I        | Sangiovanni             | Forever young                   | 1     | 0     | Aka7even                    | 24K magic                       |
| II       | Serena                  | Can Can                         | 0     | 1     | Samuele e Giulia            | Grace Kelly                     |
| III      | Deddy                   | Comparata CANTO Million reasons | 1     | 0     | Aka7even                    | Comparata CANTO Million reasons |
| VITTORIA | SQUADRA ZERBI-CELENTANO | SQUADRA ZERBI-CELENTANO         | 2     | 1     | SQUADRA PETTINELLI-PEPARINI | SQUADRA PETTINELLI-PEPARINI     |

#### Girone "In eliminazione"
Al termine della seconda partita i 3 concorrenti della squadra Pettinelli-Peparini sono tutti a rischio eliminazione.
| CONCORRENTE | ESITO                  |
| ----------- | ---------------------- |
| GIULIA      | A rischio eliminazione |
| SAMUELE     | A rischio eliminazione |
| AKA7EVEN    | A rischio eliminazione |

Successivamente i tre candidati a rischio eliminazione, si sfidano per decretare l'eliminato provvisorio della prima manche.
| PROVA    | AKA7EVEN            | GIULIA         | SAMUELE  |
| -------- | ------------------- | -------------- | -------- |
| I        | Mi manchi (inedito) | Sei bellissima | The Mask |
| VITTORIA | GIULIA              | SAMUELE        | AKA7EVEN |

#### Seconda partita
Nella seconda manche la squadra Zerbi-Celentano decide di sfidare la squadra Arisa-Cuccarini.
| PROVA    | SQUADRA ZERBI-CELENTANO | SQUADRA ZERBI-CELENTANO                            | PUNTI | PUNTI | SQUADRA ARISA-CUCCARINI | SQUADRA ARISA-CUCCARINI                            |
| -------- | ----------------------- | -------------------------------------------------- | ----- | ----- | ----------------------- | -------------------------------------------------- |
| I        | Enula                   | I'll stand by you                                  | 0     | 1     | Alessandro e Martina    | The way you make me feel                           |
| II       | Deddy                   | Comparata CANTO Sorry seems to be the hardest word | 1     | 0     | Raffaele                | Comparata CANTO Sorry seems to be the hardest word |
| III      | Serena                  | Comparata BALLO Vente pa' ca                       | 0     | 1     | Martina                 | Comparata BALLO Vente pa' ca                       |
| VITTORIA | SQUADRA ARISA-CUCCARINI | SQUADRA ARISA-CUCCARINI                            | 2     | 1     | SQUADRA ZERBI-CELENTANO | SQUADRA ZERBI-CELENTANO                            |

#### Girone "In eliminazione"
Al termine della terza partita a proporre i 3 nomi da mandare a rischio eliminazione, che successivamente decreterà il secondo eliminato provvisorio, saranno solo i professori.
| CONCORRENTE | ESITO                  |
| ----------- | ---------------------- |
| SANGIOVANNI | A rischio eliminazione |
| ENULA       | A rischio eliminazione |
| DEDDY       | A rischio eliminazione |
| SERENA      | Salvata                |

Successivamente i tre candidati a rischio eliminazione, si sfidano per decretare l'eliminato provvisorio della seconda manche.
| PROVA    | SANGIOVANNI    | ENULA                | DEDDY             |
| -------- | -------------- | -------------------- | ----------------- |
| I        | Hype (inedito) | Con(torta) (inedito) | 0 passi (inedito) |
| VITTORIA | SANGIOVANNI    | DEDDY                | ENULA             |

#### Terza partita
Nella terza manche la squadra Arisa-Cuccarini decide di sfidare la squadra Zerbi-Celentano.
| PROVA    | SQUADRA ARISA-CUCCARINI | SQUADRA ARISA-CUCCARINI           | PUNTI | PUNTI | SQUADRA ZERBI-CELENTANO | SQUADRA ZERBI-CELENTANO                 |
| -------- | ----------------------- | --------------------------------- | ----- | ----- | ----------------------- | --------------------------------------- |
| I        | Tancredi                | Comparata CANTO You don't fool me | 0     | 1     | Sangiovanni             | Comparata CANTO You don't fool me       |
| II       | Alessandro              | You should be dancing             | 1     | 0     | Serena                  | Medley Jenny from the block / Get right |
| III      | Raffaele                | Umbrella                          | 0     | 1     | Deddy                   | Ho imparato a sognare                   |
| VITTORIA | SQUADRA ZERBI-CELENTANO | SQUADRA ZERBI-CELENTANO           | 2     | 1     | SQUADRA ARISA-CUCCARINI | SQUADRA ARISA-CUCCARINI                 |

#### Girone "In eliminazione"
Al termine della terza partita a proporre i 3 nomi da mandare a rischio eliminazione, che successivamente decreterà il secondo eliminato provvisorio, saranno solo i professori.
| CONCORRENTE | ESITO                  |
| ----------- | ---------------------- |
| TANCREDI    | A rischio eliminazione |
| RAFFAELE    | A rischio eliminazione |
| ALESSANDRO  | A rischio eliminazione |
| MARTINA     | Salvata                |

Successivamente i tre candidati a rischio eliminazione, si sfidano per decretare l'eliminato provvisorio della prima manche.
| PROVA    | TANCREDI                 | ALESSANDRO     | RAFFAELE                        |
| -------- | ------------------------ | -------------- | ------------------------------- |
| I        | Fuori di testa (inedito) | Fade out lines | Il sole alle finestre (inedito) |
| VITTORIA | RAFFAELE                 | ALESSANDRO     | TANCREDI                        |

#### Ballottaggio
Al termine delle tre manche, si disputa il ballottaggio finale tra gli eliminati provvisori che decreterà l'eliminato di puntata.
| PROVA    | TANCREDI                     | ENULA                 | AKA7EVEN      |
| -------- | ---------------------------- | --------------------- | ------------- |
| I        | Should I stay or should I go | Cosa mi manchi a fare | I got a woman |
| VITTORIA | AKA7EVEN                     | AKA7EVEN              | AKA7EVEN      |

| PROVA    | TANCREDI            | ENULA                |
| -------- | ------------------- | -------------------- |
| I        | Las Vegas (inedito) | Auricolari (inedito) |
| II       | Sledgehammer        | Let it be            |
| VITTORIA | TANCREDI            | ENULA                |

### Day-time

#### Gara di canto con Michele Canova
Nel day-time di giovedì 15 aprile i cantanti vengono sottoposti ad una gara di canto giudicata esclusivamente dal produttore discografico Michele Canova, il quale, dopo averli ascoltati tutti, stillerà una classifica. Al primo classificato, ovvero il vincitore, in premio, una fornitura professionale per il canto.
| CONCORRENTE | INEDITO        | SQUADRA DI APPARTENENZA | ESITO IN CLASSIFICA | ESITO IN CLASSIFICA |
| CONCORRENTE | INEDITO        | SQUADRA DI APPARTENENZA | POSIZIONE           | VOTO                |
| ----------- | -------------- | ----------------------- | ------------------- | ------------------- |
| SANGIOVANNI | Hype           | Zerbi-Celentano         | 1º                  | 9                   |
| DEDDY       | 0 passi        | Zerbi-Celentano         | 2º                  | 8                   |
| AKA7EVEN    | Mille parole   | Pettinelli-Peparini     | 3º                  | 7                   |
| TANCREDI    | Fuori di testa | Arisa-Cuccarini         | 3º                  | 7                   |
| RAFFAELE    | 7 vite         | Arisa-Cuccarini         | 4º                  | 6.5                 |

| VINCITORE GARA DI CANTO con Michele Canova | VINCITORE GARA DI CANTO con Michele Canova | VINCITORE GARA DI CANTO con Michele Canova |
| CONCORRENTE                                | DISCIPLINA                                 | SQUADRA DI APPARTENENZA                    |
| ------------------------------------------ | ------------------------------------------ | ------------------------------------------ |
| SANGIOVANNI                                | cantautorato                               | Zerbi-Celentano                            |

#### Gara di ballo con Raimondo Todaro
Nel day-time di venerdì 16 aprile i ballerini vengono sottoposti ad una gara di danza giudicata esclusivamente dal ballerino e insegnante Raimondo Todaro, il quale, dopo averli visti tutti, stillerà una classifica.
| CONCORRENTE | COREOGRAFIA           | SQUADRA DI APPARTENENZA | ESITO IN CLASSIFICA | ESITO IN CLASSIFICA |
| CONCORRENTE | COREOGRAFIA           | SQUADRA DI APPARTENENZA | POSIZIONE           | VOTO                |
| ----------- | --------------------- | ----------------------- | ------------------- | ------------------- |
| SAMUELE     | That’s life           | Pettinelli-Peparini     | 1º                  | 9                   |
| GIULIA      | Therefore i am        | Pettinelli-Peparini     | 2º                  | 8.5                 |
| ALESSANDRO  | You should be dancing | Arisa-Cuccarini         | 3º                  | 8                   |
| SERENA      | Hit the Road Jack     | Zerbi-Celentano         | 4º                  | 7                   |
| MARTINA     | Liberian girl         | Arisa-Cuccarini         | 5                   | 6.5                 |

| VINCITORE GARA DI BALLO con Raimondo Todaro | VINCITORE GARA DI BALLO con Raimondo Todaro | VINCITORE GARA DI BALLO con Raimondo Todaro |
| CONCORRENTE                                 | DISCIPLINA                                  | SQUADRA DI APPARTENENZA                     |
| ------------------------------------------- | ------------------------------------------- | ------------------------------------------- |
| SAMUELE                                     | ballo                                       | Pettinelli-Peparini                         |

### 5ª puntata
La quinta puntata del serale è andata in onda sabato 17 aprile 2021.
Dopo l'estrazione a sorte della squadra che incomincerà la prima manche, quest'ultima indicherà a sua volta la squadra da voler sfidare.

#### Prima partita
Nella prima manche la squadra Zerbi-Celentano decide di sfidare la squadra Arisa-Cuccarini.
| PROVA    | SQUADRA ZERBI-CELENTANO | SQUADRA ZERBI-CELENTANO             | PUNTI | PUNTI | SQUADRA ARISA-CUCCARINI | SQUADRA ARISA-CUCCARINI             |
| -------- | ----------------------- | ----------------------------------- | ----- | ----- | ----------------------- | ----------------------------------- |
| I        | Sangiovanni             | Comparata CANTO Una donna per amico | 1     | 0     | Tancredi                | Comparata CANTO Una donna per amico |
| II       | Serena                  | Comparata BALLO Bang Bang           | 0     | 1     | Alessandro              | Comparata BALLO Bang Bang           |
| III      | Deddy                   | You wanna make me feel              | 1     | 0     | Raffaele                | La tua bellezza                     |
| VITTORIA | SQUADRA ZERBI-CELENTANO | SQUADRA ZERBI-CELENTANO             | 2     | 1     | SQUADRA ARISA-CUCCARINI | SQUADRA ARISA-CUCCARINI             |

#### Girone "In eliminazione"
Al termine della prima partita a proporre i 3 nomi da mandare a rischio eliminazione, che successivamente decreterà il primo eliminato provvisorio, saranno solo i professori.
| CONCORRENTE | ESITO                  |
| ----------- | ---------------------- |
| TANCREDI    | A rischio eliminazione |
| RAFFAELE    | A rischio eliminazione |
| ALESSANDRO  | A rischio eliminazione |
| MARTINA     | Salvata                |

Successivamente i tre candidati a rischio eliminazione, si sfidano per decretare l'eliminato provvisorio della prima manche.
| PROVA    | RAFFAELE        | ALESSANDRO                            | TANCREDI           |
| -------- | --------------- | ------------------------------------- | ------------------ |
| I        | Part-time lover | Another way to die (James Bond - 007) | Love is in the air |
| VITTORIA | ALESSANDRO      | RAFFAELE                              | TANCREDI           |

#### Seconda partita
Nella seconda manche la squadra Zerbi-Celentano decide di sfidare nuovamente la squadra Arisa-Cuccarini.
| PROVA    | SQUADRA ZERBI-CELENTANO | SQUADRA ZERBI-CELENTANO              | PUNTI | PUNTI | SQUADRA ARISA-CUCCARINI | SQUADRA ARISA-CUCCARINI                     |
| -------- | ----------------------- | ------------------------------------ | ----- | ----- | ----------------------- | ------------------------------------------- |
| I        | Sangiovanni             | Felicità                             | 0     | 1     | Alessandro              | Variazione Don Quixote - III Atto (Basilio) |
| II       | Deddy                   | Tu si na cosa grande                 | 1     | 0     | Raffaele                | Pasqualino Marajà                           |
| III      | Serena                  | Comparata BALLO Versace on the floor | 1     | 0     | Martina                 | Comparata BALLO Versace on the floor        |
| VITTORIA | SQUADRA ZERBI-CELENTANO | SQUADRA ZERBI-CELENTANO              | 2     | 1     | SQUADRA ARISA-CUCCARINI | SQUADRA ARISA-CUCCARINI                     |

#### Girone "In eliminazione"
Al termine della seconda partita i 3 concorrenti della squadra Arisa-Cuccarini sono tutti a rischio eliminazione.
| CONCORRENTE | ESITO                  |
| ----------- | ---------------------- |
| RAFFAELE    | A rischio eliminazione |
| MARTINA     | A rischio eliminazione |
| ALESSANDRO  | A rischio eliminazione |

Successivamente i tre candidati a rischio eliminazione, si sfidano per decretare l'eliminato provvisorio della prima manche.
| PROVA    | MARTINA                           | RAFFAELE             | ALESSANDRO          |
| -------- | --------------------------------- | -------------------- | ------------------- |
| I        | Diamonds are a girl's best friend | Il mondo prima di te | Dancing in the dark |
| VITTORIA | ALESSANDRO                        | RAFFAELE             | MARTINA             |

#### Terza partita
Nella terza manche la squadra Zerbi-Celentano decide di sfidare la squadra Pettinelli-Peparini
| PROVA    | SQUADRA ZERBI-CELENTANO     | SQUADRA ZERBI-CELENTANO     | PUNTI | PUNTI | SQUADRA PETTINELLI-PEPARINI | SQUADRA PETTINELLI-PEPARINI |
| -------- | --------------------------- | --------------------------- | ----- | ----- | --------------------------- | --------------------------- |
| I        | Sangiovanni                 | Fatti mandare dalla mamma   | 1     | 0     | Aka7even                    | Say something               |
| II       | Deddy                       | Per due che come noi        | 0     | 1     | Samuele e Giulia            | Siccome sei                 |
| III      | Sangiovanni                 | Una lacrima sul viso        | 0     | 1     | Giulia                      | L’anima vola                |
| VITTORIA | SQUADRA PETTINELLI-PEPARINI | SQUADRA PETTINELLI-PEPARINI | 2     | 1     | SQUADRA ZERBI-CELENTANO     | SQUADRA ZERBI-CELENTANO     |

#### Girone "In eliminazione"
Al termine della seconda partita i 3 concorrenti della squadra Zerbi-Celentano sono tutti a rischio eliminazione.
| CONCORRENTE | ESITO                  |
| ----------- | ---------------------- |
| DEDDY       | A rischio eliminazione |
| SERENA      | A rischio eliminazione |
| SANGIOVANNI | A rischio eliminazione |

Successivamente i tre candidati a rischio eliminazione, si sfidano per decretare l'eliminato provvisorio della prima manche.
| PROVA    | DEDDY                 | SERENA      | SANGIOVANNI           |
| -------- | --------------------- | ----------- | --------------------- |
| I        | Every breath you take | Survivor    | Non l’hai mica capito |
| VITTORIA | SERENA                | SANGIOVANNI | DEDDY                 |

#### Ballottaggio
Al termine delle tre manche, si disputa il ballottaggio finale tra gli eliminati provvisori che decreterà l'eliminato di puntata.
| PROVA    | DEDDY          | MARTINA                    | TANCREDI |
| -------- | -------------- | -------------------------- | -------- |
| I        | Baciami adesso | Somewhere over the rainbow | Call me  |
| VITTORIA | TANCREDI       | TANCREDI                   | TANCREDI |

| PROVA    | DEDDY                         | MARTINA                   |
| -------- | ----------------------------- | ------------------------- |
| I        | Il cielo contromano (inedito) | Man! I feel like a woman! |
| II       | 0 passi (inedito)             | X (Equis)                 |
| VITTORIA | DEDDY                         | MARTINA                   |

### Day-time

#### Gara di canto con Gerry Scotti
Nei day-time di mercoledì 21 e giovedì 22 aprile i cantanti vengono sottoposti ad una gara di canto giudicata esclusivamente da Gerry Scotti, il quale, dopo averli ascoltati tutti, stilerà una classifica. Al primo classificato, ovvero il vincitore, in premio, grazie anche alla collaborazione di Witty TV, la possibilità di produrre il videoclip del proprio inedito in gara.
| CONCORRENTE | INEDITO             | SQUADRA DI APPARTENENZA | POSIZIONE IN CLASSIFICA |
| ----------- | ------------------- | ----------------------- | ----------------------- |
| SANGIOVANNI | Hype                | Zerbi-Celentano         | 1º                      |
| AKA7EVEN    | Loca                | Pettinelli-Peparini     | 2º                      |
| DEDDY       | La prima estate     | Zerbi-Celentano         | 3º                      |
| RAFFAELE    | Focu meu            | Arisa-Cuccarini         | 4º                      |
| TANCREDI    | Leggi dell’universo | Arisa-Cuccarini         | 5º                      |

| VINCITORE GARA DI CANTO con Gerry Scotti | VINCITORE GARA DI CANTO con Gerry Scotti | VINCITORE GARA DI CANTO con Gerry Scotti |
| CONCORRENTE                              | DISCIPLINA                               | SQUADRA DI APPARTENENZA                  |
| ---------------------------------------- | ---------------------------------------- | ---------------------------------------- |
| SANGIOVANNI                              | cantautorato                             | Zerbi-Celentano                          |

#### Gara di danza con Kledi Kadiu
Nei day-time di giovedì 22 e venerdì 23 aprile i ballerini vengono sottoposti ad una gara di danza giudicata esclusivamente dall'insegnante e coreografo Kledi Kadiu, il quale, dopo averli visti tutti, stillerà una classifica. Al primo classificato, ovvero il vincitore, in premio, la possibilità di esibirsi davanti a Carla Fracci, nel corso di un importante galà di danza in suo onore.
| CONCORRENTE | COREOGRAFIA                                    | SQUADRA DI APPARTENENZA | POSIZIONE IN CLASSIFICA |
| ----------- | ---------------------------------------------- | ----------------------- | ----------------------- |
| GIULIA      | I’m kissing you                                | Pettinelli-Peparini     | 1º                      |
| SAMUELE     | Mantieni il bacio                              | Pettinelli-Peparini     | 2º                      |
| ALESSANDRO  | Variazione Don Quixote - III Atto (Allegretto) | Arisa-Cuccarini         | 3º                      |
| SERENA      | New York, New York                             | Zerbi-Celentano         | 4º                      |

| VINCITORE GARA DI DANZA con Kledi Kadiu | VINCITORE GARA DI DANZA con Kledi Kadiu | VINCITORE GARA DI DANZA con Kledi Kadiu |
| CONCORRENTE                             | DISCIPLINA                              | SQUADRA DI APPARTENENZA                 |
| --------------------------------------- | --------------------------------------- | --------------------------------------- |
| GIULIA                                  | ballo                                   | Pettinelli-Peparini                     |

### 6ª puntata
La sesta puntata del serale è andata in onda sabato 24 aprile 2021.
Dopo l'estrazione a sorte della squadra che incomincerà la prima manche, quest'ultima indicherà a sua volta la squadra da voler sfidare.

#### Prima partita
Nella prima partita la squadra Arisa-Cuccarini decide di sfidare la squadra Zerbi-Celentano.
| PROVA    | SQUADRA ARISA-CUCCARINI | SQUADRA ARISA-CUCCARINI                  | PUNTI | PUNTI | SQUADRA ZERBI-CELENTANO | SQUADRA ZERBI-CELENTANO                  |
| -------- | ----------------------- | ---------------------------------------- | ----- | ----- | ----------------------- | ---------------------------------------- |
| I        | Tancredi                | Serenata rap                             | 0     | 1     | Sangiovanni             | Cuore                                    |
| II       | Alessandro              | Comparata BALLO When a man loves a woman | 1     | 0     | Serena                  | Comparata BALLO When a man loves a woman |
| III      | Raffaele                | Space Cowboy                             | 0     | 1     | Deddy                   | Chiamami ancora amore                    |
| VITTORIA | SQUADRA ZERBI-CELENTANO | SQUADRA ZERBI-CELENTANO                  | 2     | 1     | SQUADRA ARISA-CUCCARINI | SQUADRA ARISA-CUCCARINI                  |

#### Girone "In eliminazione"
Al termine della prima partita i 3 concorrenti della squadra Arisa-Cuccarini sono tutti a rischio eliminazione.
| CONCORRENTE | ESITO                  |
| ----------- | ---------------------- |
| ALESSANDRO  | A rischio eliminazione |
| TANCREDI    | A rischio eliminazione |
| RAFFAELE    | A rischio eliminazione |

Successivamente i tre candidati a rischio eliminazione, si sfidano per decretare l'eliminato provvisorio della prima manche.
| PROVA    | ALESSANDRO             | TANCREDI           | RAFFAELE         |
| -------- | ---------------------- | ------------------ | ---------------- |
| I        | The plaza of execution | I love rock’n roll | Volami nel cuore |
| VITTORIA | ALESSANDRO             | TANCREDI           | RAFFAELE         |

#### Seconda partita
Nella seconda manche la squadra Zerbi-Celentano decide di sfidare la squadra Pettinelli-Peparini.
| PROVA    | SQUADRA ZERBI-CELENTANO | SQUADRA ZERBI-CELENTANO  | PUNTI | PUNTI | SQUADRA PETTINELLI-PEPARINI | SQUADRA PETTINELLI-PEPARINI |
| -------- | ----------------------- | ------------------------ | ----- | ----- | --------------------------- | --------------------------- |
| I        | Serena                  | Frozen                   | 0     | 1     | Aka7even                    | Loca (inedito)              |
| II       | Sangiovanni             | Tutta la notte (inedito) | 1     | 0     | Samuele e Giulia            | Follow you                  |
| III      | Deddy                   | 0 passi (inedito)        | 1     | 0     | Aka7even                    | The best                    |
| VITTORIA | SQUADRA ZERBI-CELENTANO | SQUADRA ZERBI-CELENTANO  | 2     | 1     | SQUADRA PETTINELLI-PEPARINI | SQUADRA PETTINELLI-PEPARINI |

#### Girone "In eliminazione"
Al termine della seconda partita i 3 concorrenti della squadra Pettinelli-Peparini sono tutti a rischio eliminazione.
| CONCORRENTE | ESITO                  |
| ----------- | ---------------------- |
| GIULIA      | A rischio eliminazione |
| SAMUELE     | A rischio eliminazione |
| AKA7EVEN    | A rischio eliminazione |

Successivamente i tre candidati a rischio eliminazione, si sfidano per decretare l'eliminato provvisorio della prima manche.
| PROVA    | AKA7EVEN        | GIULIA    | SAMUELE |
| -------- | --------------- | --------- | ------- |
| I        | Unconditionally | Beautiful | My way  |
| VITTORIA | GIULIA          | AKA7EVEN  | SAMUELE |

#### Terza partita
Nella terza manche la squadra Zerbi-Celentano decide di sfidare la squadra Arisa-Cuccarini.
| PROVA    | SQUADRA ZERBI-CELENTANO | SQUADRA ZERBI-CELENTANO     | PUNTI | PUNTI | SQUADRA ARISA-CUCCARINI | SQUADRA ARISA-CUCCARINI |
| -------- | ----------------------- | --------------------------- | ----- | ----- | ----------------------- | ----------------------- |
| I        | Sangiovanni             | Oh, Pretty Woman            | 0     | 1     | Alessandro              | Les Bourgeois           |
| II       | Serena                  | Fever                       | 1     | 0     | Tancredi                | Figli delle stelle      |
| III      | Deddy                   | Sul ciglio senza far rumore | 0     | 1     | Alessandro con Arisa    | Ortica                  |
| VITTORIA | SQUADRA ARISA-CUCCARINI | SQUADRA ARISA-CUCCARINI     | 2     | 1     | SQUADRA ZERBI-CELENTANO | SQUADRA ZERBI-CELENTANO |

#### Girone "In eliminazione"
Al termine della terza partita i 3 concorrenti della squadra Zerbi-Celentano sono tutti a rischio eliminazione.
| CONCORRENTE | ESITO                  |
| ----------- | ---------------------- |
| DEDDY       | A rischio eliminazione |
| SERENA      | A rischio eliminazione |
| SANGIOVANNI | A rischio eliminazione |

Successivamente i tre candidati a rischio eliminazione, si sfidano per decretare l'eliminato provvisorio della prima manche.
| PROVA    | SANGIOVANNI | SERENA | DEDDY          |
| -------- | ----------- | ------ | -------------- |
| I        | Luna        | Amare  | L'ultimo bacio |
| VITTORIA | SANGIOVANNI | SERENA | DEDDY          |

#### Ballottaggio
Al termine delle tre manche, si disputa il ballottaggio finale tra gli eliminati provvisori che decreterà l'eliminato di puntata.
| PROVA    | RAFFAELE      | SAMUELE               | DEDDY             |
| -------- | ------------- | --------------------- | ----------------- |
| I        | Cheap thrills | Experience (Van Gogh) | Una faccia pulita |
| VITTORIA | SAMUELE       | SAMUELE               | SAMUELE           |

| PROVA    | RAFFAELE              | DEDDY                         |
| -------- | --------------------- | ----------------------------- |
| I        | Tasto reset (inedito) | Il cielo contromano (inedito) |
| II       | Focu meu (inedito)    | La prima estate (inedito)     |
| VITTORIA | DEDDY                 | RAFFAELE                      |

### Day-time

#### Gara di canto con il Televoto
Nel day-time di martedì 27 aprile i cantanti si esibiscono con un pezzo a loro scelta, permettendo così di eleggere (secondo il parere dei telespettatori) il vincitore per la categoria canto secondo il televoto. A giudicare le esibizioni, e a decretare il vincitore sarà il pubblico da casa tramite televoto. Il verdetto definitivo viene mostrato nel day-time di giovedì 29 aprile ed in palio ai vincitori viene concessa un'esibizione aggiuntiva nel corso di uno dei day-time.
| CODICE TELEVOTO | CONCORRENTE | INEDITO             | SQUADRA DI APPARTENENZA | ESITO TELEVOTO | ESITO TELEVOTO          |
| CODICE TELEVOTO | CONCORRENTE | INEDITO             | SQUADRA DI APPARTENENZA | %              | POSIZIONE IN CLASSIFICA |
| --------------- | ----------- | ------------------- | ----------------------- | -------------- | ----------------------- |
| 01              | AKA7EVEN    | Loca                | Pettinelli-Peparini     | 30%            | 1º                      |
| 03              | DEDDY       | 0 passi             | Zerbi-Celentano         | 29%            | 2º                      |
| 10              | SANGIOVANNI | Guccy bag           | Zerbi-Celentano         | 25%            | 3º                      |
| 12              | TANCREDI    | Leggi dell’universo | Arisa-Cuccarini         | 16%            | 4º                      |

| VINCITORE GARA DI CANTO con il Televoto | VINCITORE GARA DI CANTO con il Televoto | VINCITORE GARA DI CANTO con il Televoto |
| CONCORRENTE                             | DISCIPLINA                              | SQUADRA DI APPARTENENZA                 |
| --------------------------------------- | --------------------------------------- | --------------------------------------- |
| AKA7EVEN                                | cantautorato                            | Pettinelli-Peparini                     |

#### Gara di danza con il televoto
Nel day-time di mercoledì 28 aprile i ballerini si esibiscono con un pezzo a loro scelta, permettendo così di eleggere (secondo il parere dei telespettatori) il vincitore per la categoria danza. A giudicare le esibizioni, e a decretare il vincitore sarà il pubblico da casa tramite televoto. Il verdetto definitivo viene mostrato nel day-time di giovedì 29 aprile ed in palio ai vincitori viene concessa un'esibizione aggiuntiva nel corso di uno dei day-time.
| CODICE TELEVOTO | CONCORRENTE | COREOGRAFIA                       | SQUADRA DI APPARTENENZA | ESITO TELEVOTO | ESITO TELEVOTO          |
| CODICE TELEVOTO | CONCORRENTE | COREOGRAFIA                       | SQUADRA DI APPARTENENZA | %              | POSIZIONE IN CLASSIFICA |
| --------------- | ----------- | --------------------------------- | ----------------------- | -------------- | ----------------------- |
| 05              | GIULIA      | Bagdad                            | Pettinelli-Peparini     | 56%            | 1º                      |
| 04              | SERENA      | Fever                             | Zerbi-Celentano         | 20%            | 2º                      |
| 02              | ALESSANDRO  | When a man loves a woman          | Arisa-Cuccarini         | 17%            | 3º                      |
| 09              | SAMUELE     | If the car beside you moves ahead | Pettinelli-Peparini     | 7%             | 4º                      |

| VINCITORE GARA DI DANZA con il Televoto | VINCITORE GARA DI DANZA con il Televoto | VINCITORE GARA DI DANZA con il Televoto |
| CONCORRENTE                             | DISCIPLINA                              | SQUADRA DI APPARTENENZA                 |
| --------------------------------------- | --------------------------------------- | --------------------------------------- |
| GIULIA                                  | ballo                                   | Pettinelli-Peparini                     |

### 7ª puntata
La settima puntata del serale è andata in onda sabato 1º maggio 2021.
Dopo l'estrazione a sorte della squadra che incomincerà la prima manche, quest'ultima indicherà a sua volta la squadra da voler sfidare.

#### Prima partita
Nella prima partita la squadra Pettinelli-Peparini decide di sfidare la squadra Arisa-Cuccarini.
| PROVA    | SQUADRA PETTINELLI-PEPARINI | SQUADRA PETTINELLI-PEPARINI                    | PUNTI     | PUNTI     | SQUADRA ARISA-CUCCARINI | SQUADRA ARISA-CUCCARINI                        |
| -------- | --------------------------- | ---------------------------------------------- | --------- | --------- | ----------------------- | ---------------------------------------------- |
| I        | Aka7even                    | Comparata CANTO Hallelujah                     | ANNULLATA | ANNULLATA | Tancredi                | Comparata CANTO Hallelujah                     |
| II       | Aka7even                    | Sweet home Alabama                             | 0         | 1         | Tancredi                | Another one bites the dust                     |
| III      | Giulia                      | Comparata BALLO Orobroy / Chandelier / Pump it | 1         | 0         | Alessandro              | Comparata BALLO Orobroy / Chandelier / Pump it |
| IV       | Samuele                     | Improvvisazione A parte te                     | 1         | 0         | Alessandro              | Improvvisazione Vietato morire                 |
| VITTORIA | SQUADRA PETTINELLI-PEPARINI | SQUADRA PETTINELLI-PEPARINI                    | 2         | 1         | SQUADRA ARISA-CUCCARINI | SQUADRA ARISA-CUCCARINI                        |

#### Girone "In eliminazione"
Al termine della prima partita i 2 concorrenti della squadra Arisa-Cuccarini sono a rischio eliminazione.
| CONCORRENTE | ESITO                  |
| ----------- | ---------------------- |
| ALESSANDRO  | A rischio eliminazione |
| TANCREDI    | A rischio eliminazione |

Successivamente i due candidati a rischio eliminazione, si sfidano per decretare l'eliminato provvisorio della prima manche.
| PROVA    | TANCREDI            | ALESSANDRO |
| -------- | ------------------- | ---------- |
| I        | Las Vegas (inedito) | Cadillac   |
| VITTORIA | TANCREDI            | ALESSANDRO |

#### Seconda partita
Nella seconda partita la squadra Pettinelli-Peparini decide di sfidare la squadra Zerbi-Celentano.
| PROVA    | SQUADRA PETTINELLI-PEPARINI | SQUADRA PETTINELLI-PEPARINI | PUNTI | PUNTI | SQUADRA ZERBI-CELENTANO     | SQUADRA ZERBI-CELENTANO     |
| -------- | --------------------------- | --------------------------- | ----- | ----- | --------------------------- | --------------------------- |
| I        | Aka7even                    | I gotta feeling             | 0     | 1     | Deddy                       | La fine                     |
| II       | Giulia                      | Carmen                      | 0     | 1     | Sangiovanni                 | Malibu (inedito)            |
| VITTORIA | SQUADRA ZERBI-CELENTANO     | SQUADRA ZERBI-CELENTANO     | 2     | 0     | SQUADRA PETTINELLI-PEPARINI | SQUADRA PETTINELLI-PEPARINI |

#### Girone "In eliminazione"
Al termine della seconda partita i 3 concorrenti della squadra Pettinelli-Peparini sono tutti a rischio eliminazione.
| CONCORRENTE | ESITO                  |
| ----------- | ---------------------- |
| GIULIA      | A rischio eliminazione |
| SAMUELE     | A rischio eliminazione |
| AKA7EVEN    | A rischio eliminazione |

Successivamente i tre candidati a rischio eliminazione, si sfidano per decretare l'eliminato provvisorio della prima manche.
| PROVA    | SAMUELE     | AKA7EVEN       | GIULIA       |
| -------- | ----------- | -------------- | ------------ |
| I        | Dirty Diana | Loca (inedito) | Ice ice baby |
| VITTORIA | GIULIA      | AKA7EVEN       | SAMUELE      |

#### Terza partita
Nella terza ed ultima manche la squadra Zerbi-Celentano decide di sfidare la squadra Pettinelli-Peparini.
| PROVA    | SQUADRA ZERBI-CELENTANO     | SQUADRA ZERBI-CELENTANO     | PUNTI | PUNTI | SQUADRA PETTINELLI-PEPARINI | SQUADRA PETTINELLI-PEPARINI |
| -------- | --------------------------- | --------------------------- | ----- | ----- | --------------------------- | --------------------------- |
| I        | Sangiovanni                 | Prova Scrittura Barre       | 1     | 0     | Aka7even                    | Prova Scrittura Barre       |
| II       | Deddy                       | Destri                      | 0     | 1     | Giulia                      | Jerusalema                  |
| III      | Serena                      | Delight                     | 0     | 1     | Aka7even                    | I tuoi particolari          |
| VITTORIA | SQUADRA PETTINELLI-PEPARINI | SQUADRA PETTINELLI-PEPARINI | 2     | 1     | SQUADRA ZERBI-CELENTANO     | SQUADRA ZERBI-CELENTANO     |

#### Girone "In eliminazione"
Al termine della terza partita i 3 concorrenti della squadra Zerbi-Celentano sono tutti a rischio eliminazione.
| CONCORRENTE | ESITO                  |
| ----------- | ---------------------- |
| DEDDY       | A rischio eliminazione |
| SERENA      | A rischio eliminazione |
| SANGIOVANNI | A rischio eliminazione |

Successivamente i tre candidati a rischio eliminazione, si sfidano per decretare l'eliminato provvisorio della prima manche.
| PROVA    | SANGIOVANNI    | SERENA       | DEDDY                     |
| -------- | -------------- | ------------ | ------------------------- |
| I        | Hype (inedito) | Never enough | La prima estate (inedito) |
| VITTORIA | SANGIOVANNI    | DEDDY        | SERENA                    |

#### Ballottaggio
Al termine delle tre manche, si disputa il ballottaggio finale tra gli eliminati provvisori che decreterà l'eliminato di puntata.
| PROVA    | ALESSANDRO          | SAMUELE          | SERENA        |
| -------- | ------------------- | ---------------- | ------------- |
| I        | Great balls of fire | King of New York | Natural woman |
| VITTORIA | SERENA              | SERENA           | SERENA        |

| PROVA    | ALESSANDRO | SAMUELE                |
| -------- | ---------- | ---------------------- |
| I        | In the end | What a wonderful world |
| II       | Vent’anni  | Hypnotized             |
| VITTORIA | ALESSANDRO | SAMUELE                |

### Semifinale
La semifinale del serale è andata in onda sabato 8 maggio 2021.
- La puntata è articolata in tre manche più un ballottaggio, portando così all'elezione dei finalisti. Per le tre partite, la giuria è chiamata a decidere chi inizierà a sfidare.
- Chi inizia la partita ha la possibilità, insieme al suo professore di riferimento, di scegliere contro chi sfidarsi e quale prova schierare.
- Il primo che arriva a 2 punti si aggiudica l'accesso alla finale.

N.B.: Per la squadra Zerbi-Celentano in caso di vittoria (nella prima o nella terza partita - per il circuito canto), i due concorrenti si dovranno sfidare ulteriormente, in uno spareggio, per ottenere l'accesso alla finale.
     Non accede ancora alla Finale
     Candidato ad accedere alla Finale
     Accede alla Finale

#### Prima partita
La prima manche, dedicata al canto, porterà all'elezione del primo finalista. Nella prima partita Rudy Zerbi decide che per la sua squadra a non poter tentare di cominciare la partita sarà Sangiovanni.
| CHI INIZIA LA MANCHE? | CHI INIZIA LA MANCHE? | CHI INIZIA LA MANCHE? | CHI INIZIA LA MANCHE?         |
| PROVA                 | AKA7EVEN              | TANCREDI              | DEDDY                         |
| --------------------- | --------------------- | --------------------- | ----------------------------- |
| I                     | Mi manchi (inedito)   | Las Vegas (inedito)   | Il cielo contromano (inedito) |
| VITTORIA              | AKA7EVEN              | AKA7EVEN              | AKA7EVEN                      |

Dopo aver vinto la possibilità di iniziare la manche per primo, Aka7even, insieme alla sua professoressa Anna Pettinelli, può scegliere chi sfidare. 
| PROVA    | AKA7EVEN                         | PUNTI    | PUNTI    | TANCREDI            |
| -------- | -------------------------------- | -------- | -------- | ------------------- |
| I        | Everybody needs somebody to love | 1        | 0        | Because the night   |
| PROVA    | AKA7EVEN                         | Punti    | Punti    | SANGIOVANNI         |
| II       | Comparata CANTO She              | 0        | 1        | Comparata CANTO She |
| PROVA    | AKA7EVEN                         | PUNTI    | PUNTI    | TANCREDI            |
| III      | I wish                           | 1        | 0        | Come home           |
| VITTORIA | AKA7EVEN                         | AKA7EVEN | AKA7EVEN | AKA7EVEN            |

#### Seconda partita
La seconda manche, dedicata alla danza, porterà all'elezione del secondo finalista. Nella seconda manche i tre ballerini rimasti si sfidano per decidere chi inizierà la partita.
| CHI INIZIA LA MANCHE? | CHI INIZIA LA MANCHE?                              | CHI INIZIA LA MANCHE? | CHI INIZIA LA MANCHE? |
| PROVA                 | ALESSANDRO                                         | SERENA                | GIULIA                |
| --------------------- | -------------------------------------------------- | --------------------- | --------------------- |
| I                     | Variazione Diana and Actéon - Pas de deux (Actéon) | Love                  | Womanizer             |
| VITTORIA              | ALESSANDRO                                         | ALESSANDRO            | ALESSANDRO            |

Dopo aver vinto la possibilità di iniziare la manche per primo, Alessandro, insieme alla sua professoressa Lorella Cuccarini, può scegliere chi sfidare.
| PROVA    | ALESSANDRO                     | PUNTI  | PUNTI  | SERENA                         |
| -------- | ------------------------------ | ------ | ------ | ------------------------------ |
| I        | Copchase                       | 1      | 0      | Somebody to love               |
| PROVA    | ALESSANDRO                     | PUNTI  | PUNTI  | GIULIA                         |
| II       | Take me to church              | 0      | 1      | Amandoti                       |
| PROVA    | ALESSANDRO                     | PUNTI  | PUNTI  | SERENA                         |
| III      | Comparata BALLO Make ‘em laugh | 0      | 1      | Comparata BALLO Make ‘em laugh |
| PROVA    | ALESSANDRO                     | PUNTI  | PUNTI  | GIULIA                         |
| IV       | Cry baby                       | 0      | 1      | Nunca estoy                    |
| VITTORIA | GIULIA                         | GIULIA | GIULIA | GIULIA                         |

#### Terza partita
La terza manche, dedicata nuovamente al canto, porterà all'elezione del terzo finalista. Nella terza partita Rudy Zerbi decide che per la sua squadra a non poter tentare di cominciare la partita sarà Deddy.
| CHI INIZIA LA MANCHE? | CHI INIZIA LA MANCHE? | CHI INIZIA LA MANCHE?         |
| PROVA                 | SANGIOVANNI           | TANCREDI                      |
| --------------------- | --------------------- | ----------------------------- |
| I                     | Lady (inedito)        | Leggi dell’universo (inedito) |
| VITTORIA              | SANGIOVANNI           | SANGIOVANNI                   |

Dopo aver vinto la possibilità di iniziare la manche per primo, Sangiovanni, insieme al suo professore Rudy Zerbi, può scegliere chi sfidare.
| PROVA    | SANGIOVANNI             | PUNTI               | PUNTI               | TANCREDI            |
| -------- | ----------------------- | ------------------- | ------------------- | ------------------- |
| I        | Vengo anch’io, no tu no | 1                   | 0                   | My sharona          |
| II       | Sarà perché ti amo      | 1                   | 0                   | All I shook up      |
| VITTORIA | SANGIOVANNI - DEDDY     | SANGIOVANNI - DEDDY | SANGIOVANNI - DEDDY | SANGIOVANNI - DEDDY |

Con 2 punti vinti, Sangiovanni e di conseguenza Deddy (perché appartenenti alla stessa squadra), sono candidati ad accedere alla finale.

#### Spareggio
Sangiovanni e Deddy si sfidano in uno spareggio, per decretare l'elezione del terzo finalista.
| PROVA    | SANGIOVANNI      | DEDDY                     |
| -------- | ---------------- | ------------------------- |
| I        | Malibu (inedito) | La prima estate (inedito) |
| VITTORIA | SANGIOVANNI      | DEDDY                     |

#### Ballottaggio
I concorrenti rimasti si sfidano, in un ballottaggio, per decretare gli ultimi due finalisti, e di conseguenza gli eliminati della semifinale.
| PROVA    | DEDDY             | ALESSANDRO        | TANCREDI                   | SERENA              |
| -------- | ----------------- | ----------------- | -------------------------- | ------------------- |
| I        | Pesto             | The greatest show | La mia banda suona il rock | The final countdown |
| II       | 0 passi (inedito) | Fai rumore        | Balla alla luna (inedito)  | Run boy run         |
| VITTORIA | ALESSANDRO        | DEDDY             | TANCREDI                   | SERENA              |

### Finale
La finale del serale è andata in onda sabato 15 maggio 2021.
- Giulia Stabile vince la ventesima edizione di Amici e il premio di 150000 €.
- Sangiovanni vince il premio della categoria Canto di 50000 €.
- Il premio della critica TIM, anch'esso del valore di 50000 €, viene assegnato a Sangiovanni.
- Il premio TIM, assegnato da una platea giudicante durante tutte le puntate del serale, e dalla community TIM, del valore di 30000 €, viene assegnato a Giulia.
- Il premio SIAE, per il miglior testo scritto, del valore di 20000 €, viene assegnato a Sangiovanni.
- Il premio delle Radio, assegnato alla canzone più passata da RTL 102.5, RDS, Radio Italia e R101, viene assegnato a Malibu di Sangiovanni.
- Dalla prima puntata del serale fino alla finale Marlù assegna a ciascun concorrente eliminato il premio del valore di 7000 €.

Quest'anno vi è un meccanismo diverso per la finale, uguale a quello utilizzato nell'edizione di Amici 16. Il nuovo regolamento prevede tre sessioni di voto: nella prima e nella seconda sessione, tutti i finalisti (tre di canto e due di ballo) si esibiranno in 3 prove, e il cantante e il ballerino più votati passeranno alla finalissima; nella terza sfida, ovvero la finalissima, si decreterà il vincitore del programma.

#### Finale Circuito Canto
| CHI VA IN FINALISSIMA? | CHI VA IN FINALISSIMA?   | CHI VA IN FINALISSIMA? | CHI VA IN FINALISSIMA?        |
| PROVA                  | SANGIOVANNI              | AKA7EVEN               | DEDDY                         |
| ---------------------- | ------------------------ | ---------------------- | ----------------------------- |
| I                      | Lady (inedito)           | Loca (inedito)         | 0 passi (inedito)             |
| II                     | Tanti auguri             | Hypnotized             | Non fa per me                 |
| III                    | Tutta la notte (inedito) | Yellow (inedito)       | Il cielo contromano (inedito) |
| QUINTO                 | DEDDY 28,28%             | DEDDY 28,28%           | DEDDY 28,28%                  |
| QUARTO                 | AKA7EVEN 32,09%          | AKA7EVEN 32,09%        | AKA7EVEN 32,09%               |
| VITTORIA               | SANGIOVANNI 39,63%       | SANGIOVANNI 39,63%     | SANGIOVANNI 39,63%            |

#### Finale Circuito Ballo
| CHI VA IN FINALISSIMA? | CHI VA IN FINALISSIMA? | CHI VA IN FINALISSIMA? |
| PROVA                  | GIULIA                 | ALESSANDRO             |
| ---------------------- | ---------------------- | ---------------------- |
| I                      | Mash-Up Milord / Up    | Requiem for a dream    |
| II                     | A sky full of stars    | La Taranta             |
| III                    | Guerriero              | La cura                |
| TERZO                  | ALESSANDRO 36,83%      | ALESSANDRO 36,83%      |
| VITTORIA               | GIULIA 63,17%          | GIULIA 63,17%          |

#### Finalissima
| PROVA      | SANGIOVANNI         | GIULIA               |
| ---------- | ------------------- | -------------------- |
| I          | Malibu (inedito)    | L’unica cosa da fare |
| II         | Io ho in mente te   | La vie en rose       |
| III        | L’isola che non c’è | Sei nell’anima       |
| IV         | Everybody hurts     | Crepe                |
| V          | Hype (inedito)      | I’m kissing you      |
| VI         | Baciami ancora      | La notte             |
| SECONDO    | SANGIOVANNI 40,22%  | SANGIOVANNI 40,22%   |
| VINCITRICE | GIULIA 59,78%       | GIULIA 59,78%        |

## Tabella riassuntiva dei guanti di sfida e comparate
Legenda:
     Il guanto di sfida viene accettato dagli sfidanti e svolto in puntata.
     Il guanto di sfida viene rifiutato dagli sfidanti ed annullato, in quanto giudicato non equo per la giuria.
     Il/La professore/ssa non assegna guanti di sfida durante la settimana.
     Il guanto di sfida non viene più svolto in quanto l'allievo/a coinvolto/a è stato/a eliminato/a o ha avuto accesso alla finale.

### Ballo
| BALLO     | BALLO                                                | BALLO                                                     | BALLO                                                | BALLO                                                 | BALLO                                              | BALLO                                              | BALLO                                              |
| Settimana | Alessandra Celentano                                 | Alessandra Celentano                                      | Alessandra Celentano                                 | Veronica Peparini                                     | Lorella Cuccarini                                  | Lorella Cuccarini                                  | Lorella Cuccarini                                  |
| --------- | ---------------------------------------------------- | --------------------------------------------------------- | ---------------------------------------------------- | ----------------------------------------------------- | -------------------------------------------------- | -------------------------------------------------- | -------------------------------------------------- |
| 1         | I've seen that face before (Serena vs Rosa)          | I've seen that face before (Serena vs Rosa)               | Can Can (Serena vs Rosa)                             | IMPROVVISAZIONE (Samuele vs Alessandro)               | Copchase (Alessandro vs Tommaso)                   | You should be dancing (Alessandro vs Tommaso)      | You should be dancing (Alessandro vs Tommaso)      |
| 2         | It don't mean a thing (Serena vs Martina)            | La vedova allegra (Serena e Tommaso vs Rosa e Alessandro) | Can Can (Serena vs Rosa)                             | Non assegna guanti di sfida                           | Non assegna guanti di sfida                        | Non assegna guanti di sfida                        | Non assegna guanti di sfida                        |
| 3         | Non assegna guanti di sfida                          | Non assegna guanti di sfida                               | Non assegna guanti di sfida                          | IMPROVVISAZIONE (Samuele vs Serena)                   | Vesti la giubba (Alessandro vs Tommaso)            | Relax (Alessandro vs Samuele)                      | Relax (Alessandro vs Samuele)                      |
| 4         | Vente pa' ca (Serena vs Martina)                     | Vente pa' ca (Serena vs Martina)                          | Vente pa' ca (Serena vs Martina)                     | Non assegna guanti di sfida                           | Versace on the floor (Martina vs Serena)           | Versace on the floor (Martina vs Serena)           | Versace on the floor (Martina vs Serena)           |
| 5         | Bang Bang (Serena vs Martina) (Serena vs Alessandro) | Bang Bang (Serena vs Martina) (Serena vs Alessandro)      | Bang Bang (Serena vs Martina) (Serena vs Alessandro) | Non assegna guanti di sfida                           | Need you tonight (Alessandro vs Samuele vs Serena) | Need you tonight (Alessandro vs Samuele vs Serena) | Need you tonight (Alessandro vs Samuele vs Serena) |
| 6         | Somebody to love (Serena vs Samuele)                 | Somebody to love (Serena vs Samuele)                      | Somebody to love (Serena vs Samuele)                 | Non assegna guanti di sfida                           | When a man loves a woman (Alessandro vs Serena)    | When a man loves a woman (Alessandro vs Serena)    | When a man loves a woman (Alessandro vs Serena)    |
| 7         | Non assegna guanti di sfida                          | Non assegna guanti di sfida                               | Non assegna guanti di sfida                          | Orobroy / Chandelier / Pump it (Giulia vs Alessandro) | Puttin' on the ritz (Alessandro vs Samuele)        | Puttin' on the ritz (Alessandro vs Samuele)        | Make 'em laugh (Alessandro vs Serena)              |
| 8         | Vivaldi Storm (Serena vs Giulia)                     | Vivaldi Storm (Serena vs Giulia)                          | Vivaldi Storm (Serena vs Giulia)                     | Non assegna guanti di sfida                           | Non assegna guanti di sfida                        | Non assegna guanti di sfida                        | Non assegna guanti di sfida                        |
| Totale    | 9                                                    | 9                                                         | 9                                                    | 3                                                     | 9                                                  | 9                                                  | 9                                                  |

### Canto
| CANTO     | CANTO                                                               | CANTO                                                               | CANTO | CANTO                                    | CANTO                                       | CANTO                                                                     | CANTO                                                                     |
| Settimana | Rudy Zerbi                                                          | Rudy Zerbi                                                          | Rudy Zerbi | Arisa                                    | Arisa                                       | Anna Pettinelli                                                           | Anna Pettinelli                                                           |
| --------- | ------------------------------------------------------------------- | ------------------------------------------------------------------- | --- | ---------------------------------------- | ------------------------------------------- | ------------------------------------------------------------------------- | ------------------------------------------------------------------------- |
| 1         | Pezzi di vetro (Leonardo vs Raffaele)                               | Maledetta primavera (Sangiovanni vs Aka7even)                       | Medley Hot stuff / Do you think I'm sexy / Last night DJ saved my life / Disco Inferno (Sangiovanni vs Tancredi) | Non assegna guanti di sfida              | Non assegna guanti di sfida                 | Medley Want to want me / In da club / La musica non c'è (Aka7even vs Esa) | Medley Want to want me / In da club / La musica non c'è (Aka7even vs Esa) |
| 2         | Physical (Enula vs Ibla)                                            | Listen (Deddy vs Raffaele)                                          | Listen (Deddy vs Raffaele)                                                                                       | Non assegna guanti di sfida              | Non assegna guanti di sfida                 | Non assegna guanti di sfida                                               | Non assegna guanti di sfida                                               |
| 3         | Non assegna guanti di sfida                                         | Non assegna guanti di sfida                                         | Non assegna guanti di sfida                                                                                      | Dangerous (Raffaele vs Sangiovanni)      | Dangerous (Raffaele vs Sangiovanni)         | Fallin' (Aka7even vs Sangiovanni)                                         | Fallin' (Aka7even vs Sangiovanni)                                         |
| 4         | Sorry seems to be the hardest word (Deddy vs Raffaele)              | Million reasons (Deddy vs Raffaele)                                 | Million reasons (Deddy vs Raffaele)                                                                              | Never really over (Raffaele vs Aka7even) | You don't fool me (Tancredi vs Sangiovanni) | Let her go (Acoustic) (Aka7even vs Raffaele)                              | Let her go (Acoustic) (Aka7even vs Raffaele)                              |
| 5         | Una donna per amico (Sangiovanni Vs Tancredi e Aka7even)            | Prova tributo Domenico Modugno (Deddy vs Raffaele)                  | Give me love (Deddy vs Tancredi)                                                                                 | Non assegna guanti di sfida              | Non assegna guanti di sfida                 | Sigle cartoni animati (Aka7even vs Tancredi)                              | Sigle cartoni animati (Aka7even vs Tancredi)                              |
| 6         | Non assegna guanti di sfida                                         | Non assegna guanti di sfida                                         | Non assegna guanti di sfida                                                                                      | Non assegna guanti di sfida              | Non assegna guanti di sfida                 | Hallelujah (Aka7even vs Tancredi)                                         | Hallelujah (Aka7even vs Tancredi)                                         |
| 7         | Prova scrittura barre (Sangiovanni vs Aka7even / Deddy vs Tancredi) | Prova scrittura barre (Sangiovanni vs Aka7even / Deddy vs Tancredi) | Prova scrittura barre (Sangiovanni vs Aka7even / Deddy vs Tancredi)                                              | Non assegna guanti di sfida              | Non assegna guanti di sfida                 | Non assegna guanti di sfida                                               | Non assegna guanti di sfida                                               |
| 8         | Non assegna guanti di sfida                                         | Non assegna guanti di sfida                                         | Non assegna guanti di sfida                                                                                      | Non assegna guanti di sfida              | Non assegna guanti di sfida                 | Medley Coldplay (Aka7even vs Deddy)                                       | She (Aka7even vs Sangiovanni)                                             |
| Totale    | 11                                                                  | 11                                                                  | 11 | 3                                        | 3                                           | 7                                                                         | 7                                                                         |

## Commissione della critica
Nella finale è presente in diretta streaming una commissione, che assegna, tramite voto palese, la propria preferenza a uno dei concorrenti finalisti. Il concorrente con più preferenze ottiene il Premio della Critica TIM. Tale commissione è così composta ed esprime in questo modo la propria preferenza:
Legenda:

 Il/La concorrente ottiene la preferenza dal membro della commissione della critica.

     Il concorrente vince il premio della critica del valore di 50000 €
| Preferenza Commissione della Critica | Preferenza Commissione della Critica | Preferenza Commissione della Critica                                                                                | Preferenza Commissione della Critica                                                                                | Preferenza Commissione della Critica                                                                                | Preferenza Commissione della Critica                                                                                | Preferenza Commissione della Critica                                                                                |
| Giornalista                          | Quotidiano                           | Finalisti | Finalisti | Finalisti | Finalisti | Finalisti |
| Giornalista                          | Quotidiano                           | AKA7EVEN | ALESSANDRO | DEDDY | GIULIA | SANGIOVANNI |
| ------------------------------------ | ------------------------------------ | --- | --- | --- | --- | --- |
| Marco Mangiarotti                    | QN                                   | | | | | |
| Paolo Giordano                       | Il Giornale                          | | | | | |
| Andrea Laffranchi                    | Corriere della Sera                  | | | | | |
| Luca Dondoni                         | La Stampa                            | | | | | |
| Claudia Fascia                       | ANSA                                 | | | | | |
| Antonella Nesi                       | AdnKronos                            | | | | | |
| Elena Palmieri                       | Rockol.it                            | | | | | |
| Massimiliano Longo                   | AllMusicItalia.it                    | | | | | |
| Mattia Marzi                         | Il Messaggero                        | | | | | |
| Fabrizio Biasin                      | Libero                               | | | | | |
| Renato Tortarolo                     | Il Secolo XIX                        | | | | | |
| Renato Franco                        | Corriere della Sera                  | | | | | |
| Federico Vacalebre                   | Il Mattino                           | | | | | |
| Chiara Troiano                       | LaPresse                             | | | | | |
| Francesco Raiola                     | Fanpage.it                           | | | | | |
| Filippo Ferrari                      | RollingStone.it                      | | | | | |
| Lavinia Farnese                      | VanityFair.it                        | | | | | |
| Davide maggio                        | DavideMaggio.it                      | Non votanti perché ininfluenti, a seguito del raggiungimento massimo delle preferenze per l'assegnazione del premio | Non votanti perché ininfluenti, a seguito del raggiungimento massimo delle preferenze per l'assegnazione del premio | Non votanti perché ininfluenti, a seguito del raggiungimento massimo delle preferenze per l'assegnazione del premio | Non votanti perché ininfluenti, a seguito del raggiungimento massimo delle preferenze per l'assegnazione del premio | Non votanti perché ininfluenti, a seguito del raggiungimento massimo delle preferenze per l'assegnazione del premio |
| Andrea Amato                         | TvZoom.it                            | Non votanti perché ininfluenti, a seguito del raggiungimento massimo delle preferenze per l'assegnazione del premio | Non votanti perché ininfluenti, a seguito del raggiungimento massimo delle preferenze per l'assegnazione del premio | Non votanti perché ininfluenti, a seguito del raggiungimento massimo delle preferenze per l'assegnazione del premio | Non votanti perché ininfluenti, a seguito del raggiungimento massimo delle preferenze per l'assegnazione del premio | Non votanti perché ininfluenti, a seguito del raggiungimento massimo delle preferenze per l'assegnazione del premio |
| Andrea Conti                         | IlFattoQuotidiano.it                 | Non votanti perché ininfluenti, a seguito del raggiungimento massimo delle preferenze per l'assegnazione del premio | Non votanti perché ininfluenti, a seguito del raggiungimento massimo delle preferenze per l'assegnazione del premio | Non votanti perché ininfluenti, a seguito del raggiungimento massimo delle preferenze per l'assegnazione del premio | Non votanti perché ininfluenti, a seguito del raggiungimento massimo delle preferenze per l'assegnazione del premio | Non votanti perché ininfluenti, a seguito del raggiungimento massimo delle preferenze per l'assegnazione del premio |
| Cinzia Marongiu                      | Tiscali.it                           | Non votanti perché ininfluenti, a seguito del raggiungimento massimo delle preferenze per l'assegnazione del premio | Non votanti perché ininfluenti, a seguito del raggiungimento massimo delle preferenze per l'assegnazione del premio | Non votanti perché ininfluenti, a seguito del raggiungimento massimo delle preferenze per l'assegnazione del premio | Non votanti perché ininfluenti, a seguito del raggiungimento massimo delle preferenze per l'assegnazione del premio | Non votanti perché ininfluenti, a seguito del raggiungimento massimo delle preferenze per l'assegnazione del premio |
| Alessandro Ferrucci                  | Il Fatto Quotidiano                  | Non votanti perché ininfluenti, a seguito del raggiungimento massimo delle preferenze per l'assegnazione del premio | Non votanti perché ininfluenti, a seguito del raggiungimento massimo delle preferenze per l'assegnazione del premio | Non votanti perché ininfluenti, a seguito del raggiungimento massimo delle preferenze per l'assegnazione del premio | Non votanti perché ininfluenti, a seguito del raggiungimento massimo delle preferenze per l'assegnazione del premio | Non votanti perché ininfluenti, a seguito del raggiungimento massimo delle preferenze per l'assegnazione del premio |
| Carmen Guadalaxara                   | Il Tempo                             | Non votanti perché ininfluenti, a seguito del raggiungimento massimo delle preferenze per l'assegnazione del premio | Non votanti perché ininfluenti, a seguito del raggiungimento massimo delle preferenze per l'assegnazione del premio | Non votanti perché ininfluenti, a seguito del raggiungimento massimo delle preferenze per l'assegnazione del premio | Non votanti perché ininfluenti, a seguito del raggiungimento massimo delle preferenze per l'assegnazione del premio | Non votanti perché ininfluenti, a seguito del raggiungimento massimo delle preferenze per l'assegnazione del premio |
| Rita Vecchio                         | Leggo                                | Non votanti perché ininfluenti, a seguito del raggiungimento massimo delle preferenze per l'assegnazione del premio | Non votanti perché ininfluenti, a seguito del raggiungimento massimo delle preferenze per l'assegnazione del premio | Non votanti perché ininfluenti, a seguito del raggiungimento massimo delle preferenze per l'assegnazione del premio | Non votanti perché ininfluenti, a seguito del raggiungimento massimo delle preferenze per l'assegnazione del premio | Non votanti perché ininfluenti, a seguito del raggiungimento massimo delle preferenze per l'assegnazione del premio |
| Massimo Galanto                      | TvBlog.it                            | Non votanti perché ininfluenti, a seguito del raggiungimento massimo delle preferenze per l'assegnazione del premio | Non votanti perché ininfluenti, a seguito del raggiungimento massimo delle preferenze per l'assegnazione del premio | Non votanti perché ininfluenti, a seguito del raggiungimento massimo delle preferenze per l'assegnazione del premio | Non votanti perché ininfluenti, a seguito del raggiungimento massimo delle preferenze per l'assegnazione del premio | Non votanti perché ininfluenti, a seguito del raggiungimento massimo delle preferenze per l'assegnazione del premio |
| Domenico Catagnano                   | Tgcom24.it                           | Non votanti perché ininfluenti, a seguito del raggiungimento massimo delle preferenze per l'assegnazione del premio | Non votanti perché ininfluenti, a seguito del raggiungimento massimo delle preferenze per l'assegnazione del premio | Non votanti perché ininfluenti, a seguito del raggiungimento massimo delle preferenze per l'assegnazione del premio | Non votanti perché ininfluenti, a seguito del raggiungimento massimo delle preferenze per l'assegnazione del premio | Non votanti perché ininfluenti, a seguito del raggiungimento massimo delle preferenze per l'assegnazione del premio |
| Totale preferenze                    | Totale preferenze                    | 1 | 1 | 0 | 1 | 14 |
| Vincitore Premio della Critica TIM   | Vincitore Premio della Critica TIM   | SANGIOVANNI | SANGIOVANNI | SANGIOVANNI | SANGIOVANNI | SANGIOVANNI |

## Giuria
Legenda:
     Presenza del giudice in puntata
| Giurato                      | Puntate | Puntate | Puntate | Puntate | Puntate | Puntate | Puntate | Puntate    | Puntate | Totale |
| Giurato                      | 1ª      | 2ª      | 3ª      | 4ª      | 5ª      | 6ª      | 7ª      | Semifinale | Finale  | Totale |
| ---------------------------- | ------- | ------- | ------- | ------- | ------- | ------- | ------- | ---------- | ------- | ------ |
| Stefano De Martino           |         |         |         |         |         |         |         |            |         | 9      |
| Emanuele Filiberto di Savoia |         |         |         |         |         |         |         |            |         | 9      |
| Stash Fiordispino            |         |         |         |         |         |         |         |            |         | 9      |

## Ospiti
| Puntata    | Messa in onda  | Ospiti | Comici            |
| ---------- | -------------- | --- | ----------------- |
| 1          | 20 marzo 2021  | Sabrina Ferilli, Arisa                                                                                      | Pio e Amedeo      |
| 2          | 27 marzo 2021  | Irama | Pio e Amedeo      |
| 3          | 3 aprile 2021  | Madame | Pio e Amedeo      |
| 4          | 10 aprile 2021 | Alessandra Amoroso                                                                                          | Francesca Manzini |
| 5          | 17 aprile 2021 | Raoul Bova, Loredana Bertè                                                                                  | –                 |
| 6          | 24 aprile 2021 | Annalisa | Nino Frassica     |
| 7          | 1º maggio 2021 | Lorella Boccia, Giordana Angi, Loredana Bertè                                                               | Nino Frassica     |
| Semifinale | 8 maggio 2021  | The Kolors, Karl Sydow, Federico Bellone, Ermal Meta                                                        | –                 |
| Finale     | 15 maggio 2021 | Gaia, Giovanni Caccamo, Federica Gentile, Massimiliano Montefusco, Daniela Cappelletti, Silvia Notargiacomo | Pio e Amedeo      |

## Ascolti

### Serale
| Puntata    | Registrazione      | Messa in onda  | Telespettatori | Share  | Fonte  |
| ---------- | ------------------ | -------------- | -------------- | ------ | ------ |
| 1          | 18 marzo 2021      | 20 marzo 2021  | 6 016 000      | 28,73% | [ 4 ]  |
| 2          | 25 marzo 2021      | 27 marzo 2021  | 5 990 000      | 28,25% | [ 5 ]  |
| 3          | 1º aprile 2021     | 3 aprile 2021  | 5 754 000      | 27,41% | [ 6 ]  |
| 4          | 8 aprile 2021      | 10 aprile 2021 | 5 734 000      | 25,96% | [ 7 ]  |
| 5          | 15 aprile 2021     | 17 aprile 2021 | 5 784 000      | 27,55% | [ 8 ]  |
| 6          | 22 aprile 2021     | 24 aprile 2021 | 5 831 000      | 27,85% | [ 9 ]  |
| 7          | 29 aprile 2021     | 1º maggio 2021 | 5 181 000      | 25,75% | [ 10 ] |
| Semifinale | 6 maggio 2021      | 8 maggio 2021  | 5 675 000      | 28,68% | [ 11 ] |
| Finale     | Diretta e televoto | 15 maggio 2021 | 6 667 000      | 33,49% | [ 12 ] |
| Media      | Media              | Media          | 5 848 000      | 28,19% |        |

- Nota: La prima puntata di quest'edizione risulta essere la première più vista di sempre sia in termini di telespettatori che di share. Prima di allora il record lo deteneva la settima edizione, la cui première aveva totalizzato il 26,60% di share.

## L'interesse delle case discografiche
Anche durante quest'edizione è stata data la possibilità ad alcuni cantanti di firmare un contratto con alcune case discografiche per la realizzazione degli album/EP d'esordio. In particolare, si tratta di:
- Deddy con la Warner Music Italy, che il 14 maggio ha pubblicato l'EP Il cielo contromano.
- Sangiovanni con la Sugar Music, che il 14 maggio ha pubblicato l'EP Sangiovanni.
- Tancredi con la Warner Music Italy, che il 14 maggio ha pubblicato l'EP Iride.
- AKA 7even con la Sony Music, che il 21 maggio ha pubblicato l'album AKA 7even.
- Enula con la Universal Music Italia, che il 21 maggio ha pubblicato l'EP Con(torta).
- Raffaele Renda con l'etichetta indipendente Isola degli Artisti, che il 22 luglio ha pubblicato l'EP Il sole alle finestre.